# Família imperial brasileira

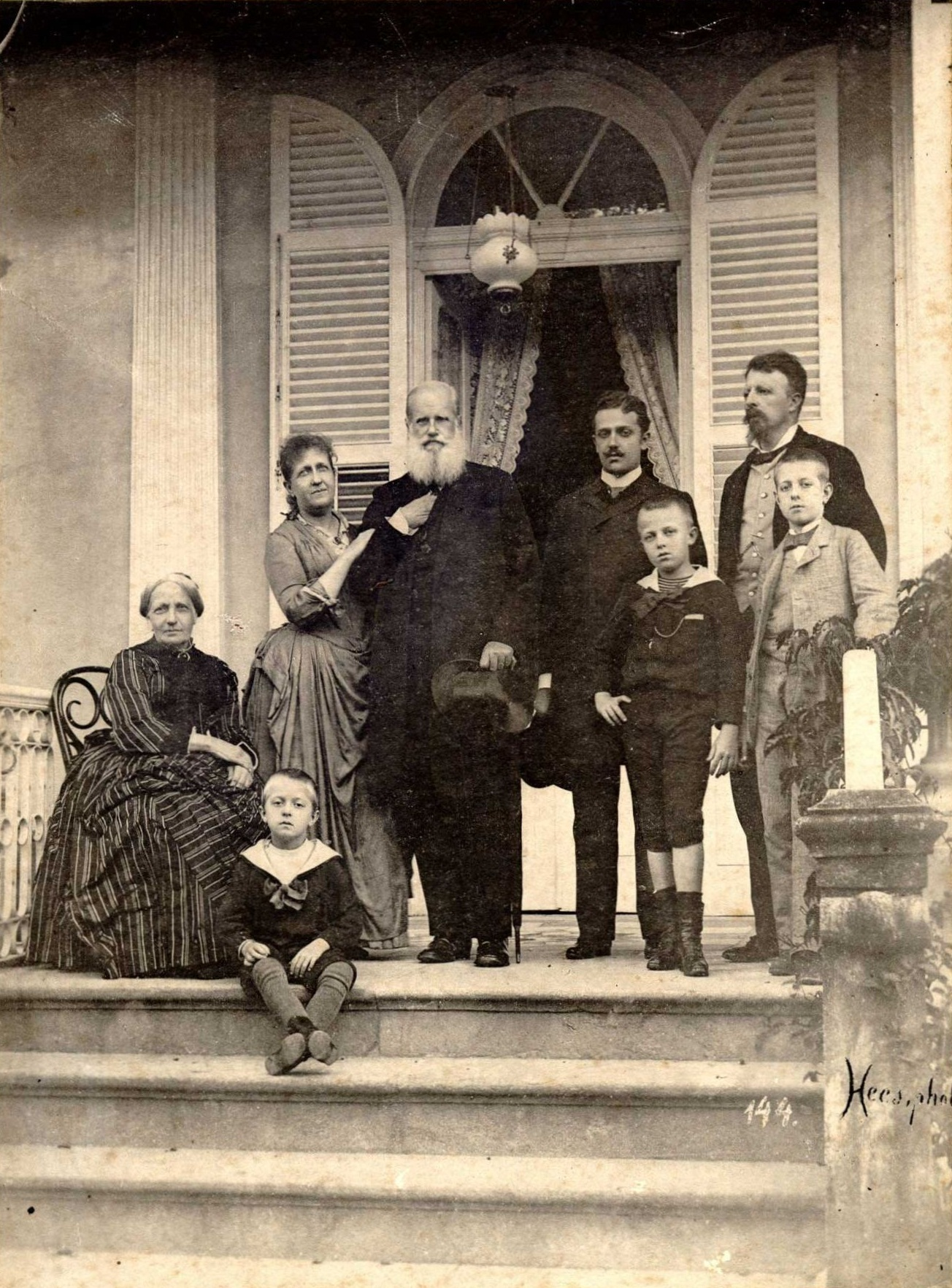
A família imperial brasileira em 1889

A Família Imperial Brasileira governou o Império do Brasil entre 1822 e 1889, desde a Independência do Brasil pelo então Príncipe Real, Pedro Alcântara de Bragança, que depois foi aclamado imperador como Pedro I do Brasil, até a deposição de Pedro II durante a Proclamação da República, em 1889.
Durante o período monárquico brasileiro, a família imperial constituía o ramo brasileiro da Casa de Bragança. Ela era reconhecida legalmente como uma instituição; os parentes mais próximos do monarca eram considerados seus membros, e eram desconsiderados aqueles que renunciavam aos seus direitos dinásticos. 
Após a Proclamação da República, em 1889, e o fim da monarquia, a família imperial deixou de existir enquanto instituição do Estado. Contudo, o movimento monarquista brasileiro continuou a usar esse conceito de maneira informal e, também informalmente, criou o título de Chefe da Casa Imperial do Brasil, atribuindo-o ao herdeiro aparente do extinto trono.
A Casa de Orléans e Bragança, ramo da casa francesa de Orléans que também descende por via materna do ramo brasileiro da Casa de Bragança, é tida por parte dos monarquistas como a atual dinastia imperial brasileira. Existem dois ramos agnáticos seus: o chamado Ramo de Petrópolis e o Ramo de Vassouras. Uma rivalidade dentro da Casa Imperial eclodiu em 1946, quando Pedro Gastão de Orléans e Bragança repudiou a renúncia ao extinto trono feita por seu pai, Pedro de Alcântara de Orléans e Bragança, filho mais velho da princesa Isabel. Este, renunciara em 1908 de seus supostos direitos dinásticos, por si mesmo e seus futuros descendentes, a fim de contrair casamento morganático. Seus descendentes constituem o Ramo de Petrópolis da Casa de Orléans e Bragança, atualmente tendo como patriarca da família Pedro Carlos de Orléans e Bragança. O Ramo de Vassouras, por sua vez, é liderado por Bertrand de Orleans e Bragança, um descendente do segundo filho da princesa Isabel do Brasil, Luís de Orléans e Bragança.

## História

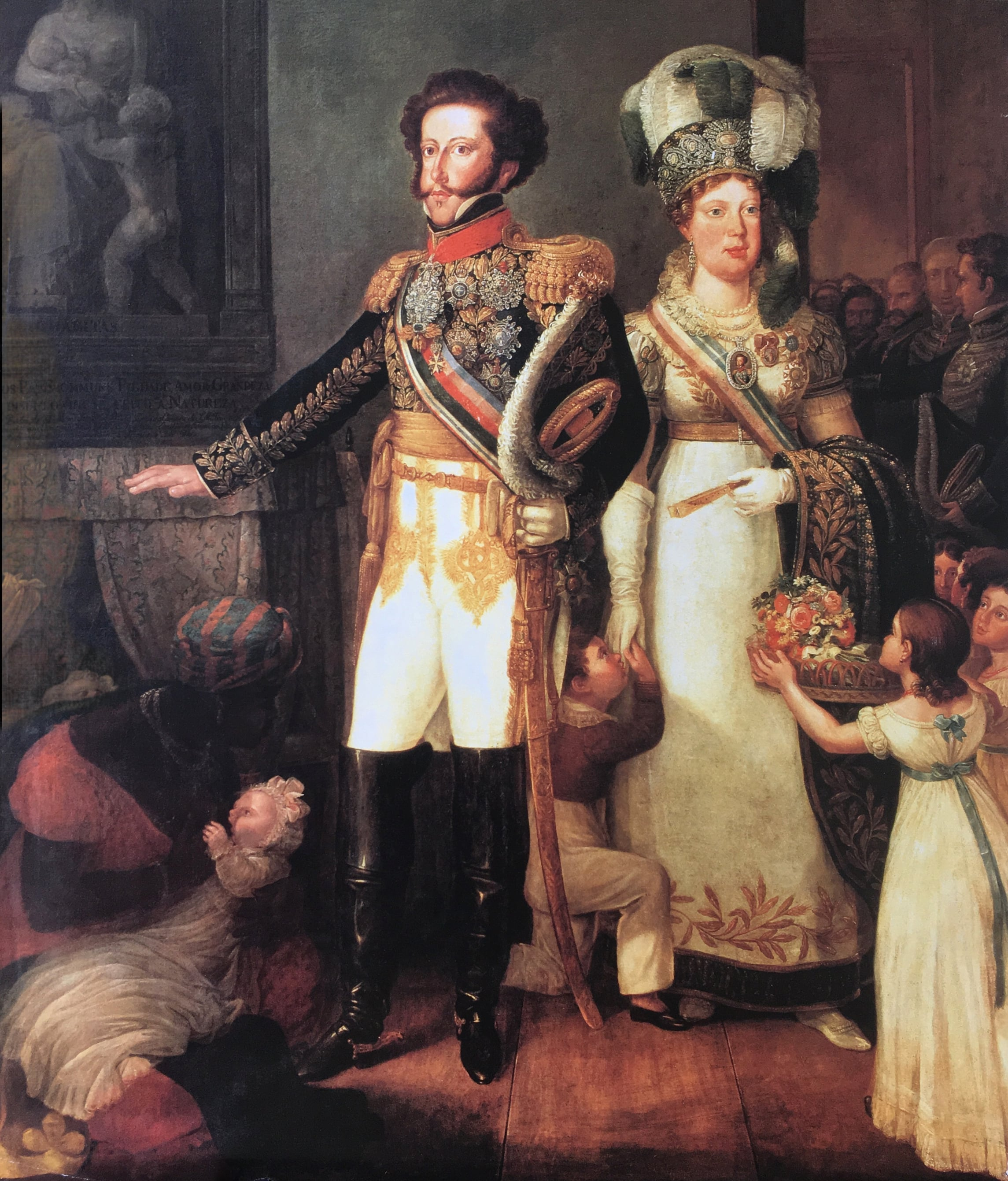
Pedro I e Maria Leopoldina da Áustria, os primeiros imperadores do Brasil independente.

Fundada por Pedro de Alcântara de Bragança, até então Príncipe Real do Reino Unido de Portugal, Brasil e Algarves e Príncipe Regente do Brasil, representando seu pai, o rei Dom João VI, a Casa Imperial do Brasil foi soberana de 1822, quando da independência do Brasil, até 1889, quando a Proclamação da República do Brasil derrubou a monarquia e depôs o imperador Pedro II.
Seguindo a tradição das monarquias ibéricas, eram considerados membros da família imperial os parentes mais próximos do imperador, desconsiderando-se aqueles que renunciavam aos seus direitos dinásticos. Com a proclamação da república em 1889, e consequente extinção do Império do Brasil, o movimento monarquista brasileiro criou o título informal de Chefe da Casa Imperial do Brasil, atribuindo-o ao herdeiro aparente do extinto trono, e passou a considerar como membros da família imperial brasileira os parentes mais próximos do chefe da casa imperial, desconsiderando-se aqueles que renunciaram aos seus direitos dinásticos.

### Exílio
Os primeiros membros da família imperial impedidos de retornar ao Brasil foram a imperatriz viúva Amélia de Leuchtenberg, segunda esposa do imperador Pedro I, e sua filha, a princesa Maria Amélia do Brasil. Com a abdicação do primeiro imperador e sua coroação como rei de Portugal, muitos entenderam que Amélia havia perdido seus direitos na casa imperial. Sua filha, por outro lado, havia nascido no estrangeiro, com seu pai já sem o trono brasileiro, o que, para muitos, a impedia de cumprir os requisitos para ser considerada princesa do Brasil. Dessa maneira, durante o período regencial, foi interrompido o auxílio financeiro à imperatriz-viúva e a sua filha. Além disso, por temor de que influenciassem de alguma maneira o jovem Pedro II, foram proibidas de pisar em solo brasileiro. Apenas quando o sucessor do trono foi aclamado, a situação de ambas mudou. Em 1841, o Senado, a pedido do Visconde de Sepetiba, emitiu parecer reconhecendo a precedência de Maria Amélia e restabelecendo o auxílio a ambas.

### Pós-monarquia

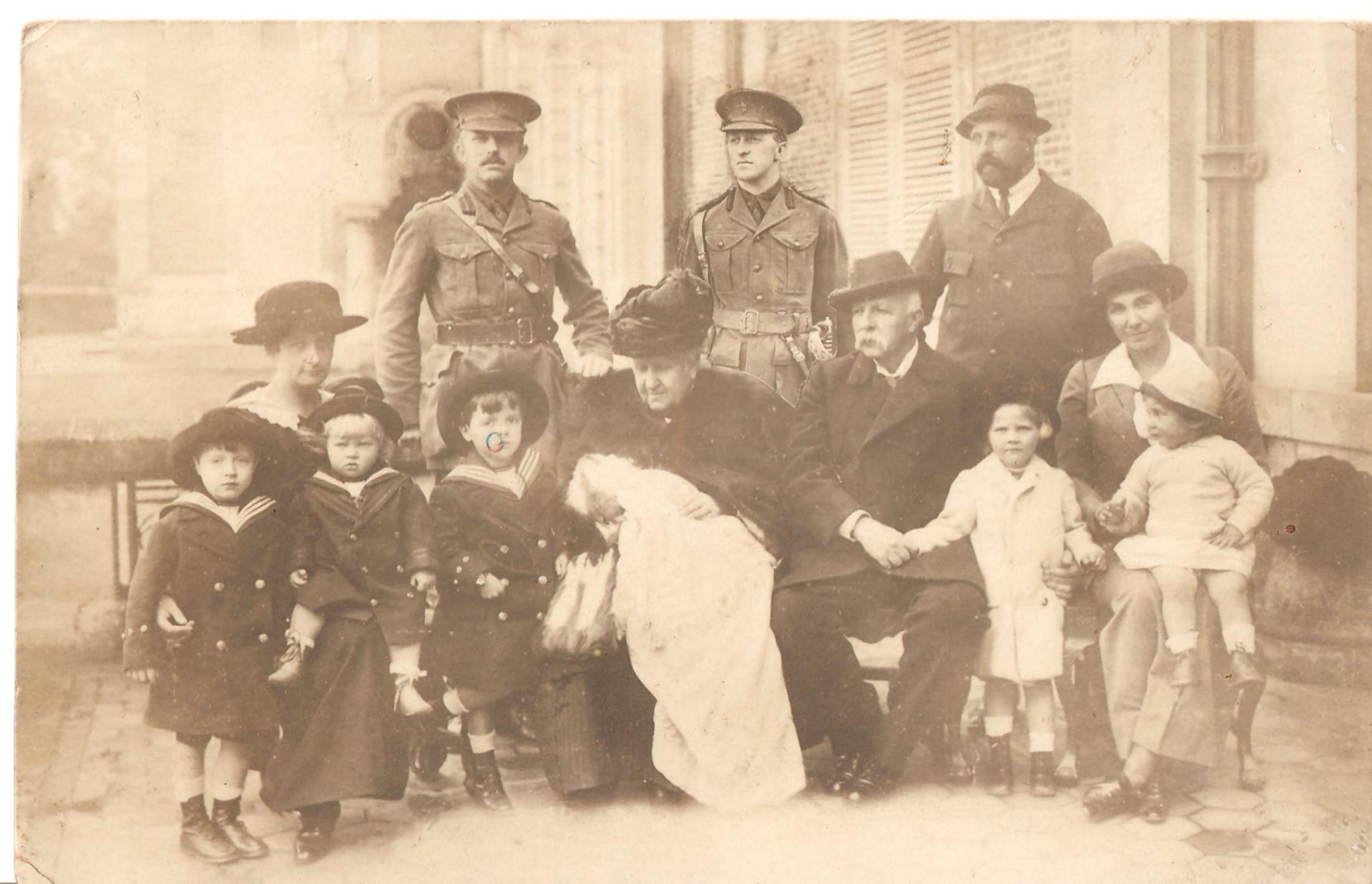
A família imperial no exílio, 1914. Da esquerda para a direita: Maria Pia com seus três filhos, Luís Gastão, Pia Maria e Pedro Henrique; Luís, princesa Isabel com Maria Francisca no colo; Antônio Gastão, príncipe Gastão, Conde d'Eu, Pedro de Alcântara, Elisabeth, Isabel e Pedro Gastão.

Com a Proclamação da República, a família imperial seguiu para o exílio em Portugal, Espanha, França, Áustria-Hungria. Embarcaram a bordo do vapor Sergipe: Pedro II, Teresa Cristina, Isabel, Gastão, Pedro de Alcântara, Luís Maria, Antônio Gastão e Pedro Augusto. Na comitiva que acompanhava a família, estavam André Rebouças; o Conde de Carapebus; o Barão de Loreto e sua esposa, Maria Amanda Paranaguá Dória; o Visconde de Ouro Preto e seu filho, o Conde de Afonso Celso; e o Conde de Mota Maia. Augusto Leopoldo encontrava-se a bordo do cruzador Almirante Barroso, em viagem de circunavegação. O pai desse, Luís Augusto, residia na Áustria desde o falecimento de sua esposa, a princesa Leopoldina. Além do banimento, o governo republicano confiscou e leiloou muitos dos bens da família imperial. Em 1890, foram realizados treze leilões de bens da casa imperial.
O presidente Epitácio Pessoa, por decreto presidencial de 3 de setembro de 1920, revogou a Lei do Banimento. Os descendentes da família imperial puderam então retornar ao solo brasileiro. A ocasião foi aproveitada para repatriar os restos mortais do último imperador e de sua consorte, que seriam trasladados de Portugal um ano depois. Dos nove membros da família imperial originalmente exilados, somente dois retornaram vivos ao Brasil: Pedro de Alcântara e seu pai, Gastão, falecido no ano seguinte, a bordo do navio Massilia, a caminho do Brasil para a celebração do centenário da independência.

### Repatriamento

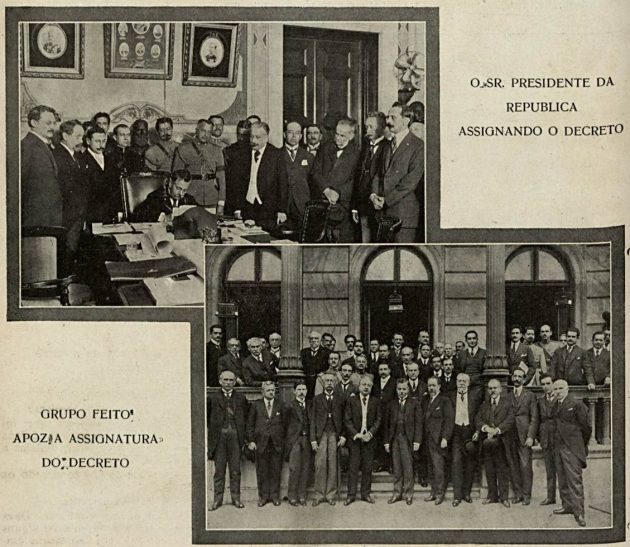
Presidente do Brasil, Epitácio Pessoa, assinado o decreto nº 4.120, de 3 de setembro de 1920, que revoga a Lei do banimento da Família de D. Pedro II que vigorava desde o decreto nº 78-A, de 21 de dezembro de 1889.

Atualmente, os restos mortais de cinco membros da família imperial exilados em 1889 estão sepultados no Brasil, todos no Mausoléu Imperial em Petrópolis: Pedro II e Teresa Cristina, cujos restos mortais foram trasladados do Panteão dos Braganças, em Lisboa, em 1921, por ocasião do centenário da Independência do Brasil; Isabel e Gastão, trasladados do Mausoléu dos Orléans, em Dreux na França, em 1953; e Pedro de Alcântara, transferido do cemitério de Petrópolis em 1990, juntamente com sua esposa, Elisabeth de Dobrzenicz. Ainda há quatro descendentes da família imperial fora do Brasil. O filho mais novo da princesa Isabel, Luís Maria, sua esposa, a princesa Maria Pia das Duas Sicílias, seu segundo filho, Luís Gastão e Antônio Gastão, último filho de D. Isabel, que estão sepultados na Mausoléu dos Orléans em Dreux na França. Pedro Augusto, Augusto Leopoldo e Luís Augusto estão sepultados na cripta da Igreja de Santo Agostinho, em Coburgo, Alemanha, onde a esposa do último, a princesa Leopoldina, foi enterrada em 1871.
Em 1954, foram transferidos para a Cripta Imperial, em São Paulo, os restos mortais da primeira imperatriz, Leopoldina, os quais se encontravam no Convento de Santo Antônio, Rio de Janeiro. No Convento de Santo Antônio estão sepultados alguns dos filhos de ambos os imperadores: Miguel, João Carlos, Paula Mariana, Afonso Pedro e Pedro Afonso, além de Luísa Vitória, filha natimorta de Isabel. Em 1972, por ocasião do Sesquicentenário da Independência, os despojos de Pedro I foram trasladados do Panteão dos Braganças, Lisboa em Portugal, para a Cripta Imperial. O corpo de sua segunda esposa, Amélia, só foi transferido do Panteão dos Braganças para a Cripta Imperial em 1982. Nesse mesmo ano, o corpo da filha dessa, Maria Amélia, foi transferido do Panteão dos Braganças para o Convento de Santo Antônio.

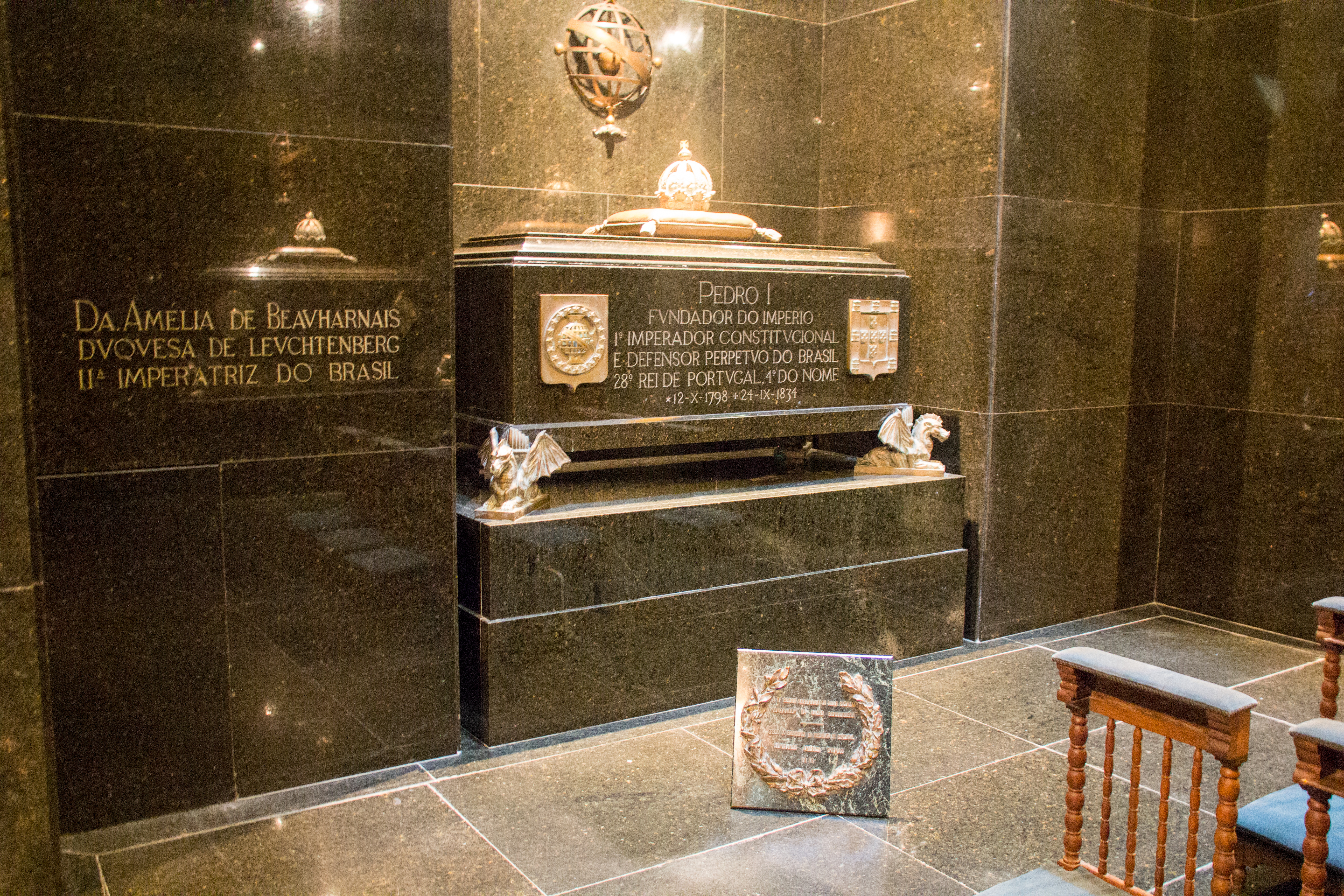
A Cripta e Capela Imperial no Monumento à Independência do Brasil, o local de descanso final do Imperador Pedro I e suas duas esposas.
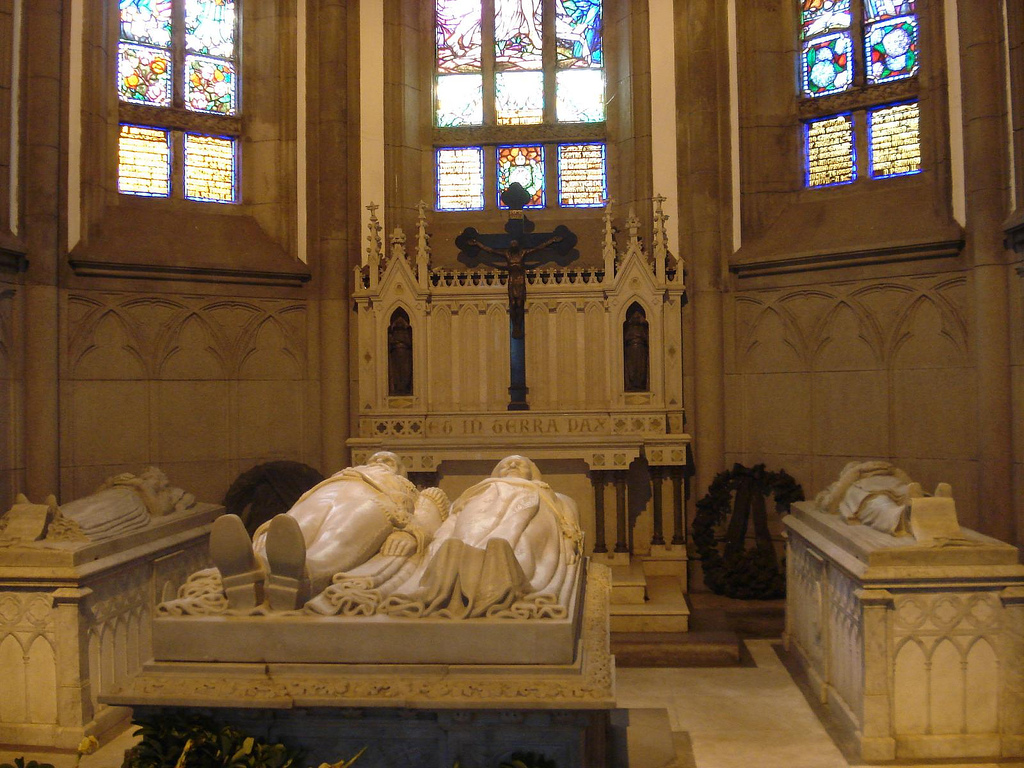
As tumbas do imperador Pedro II e outros membros da família imperial no Mausoléu Imperial.
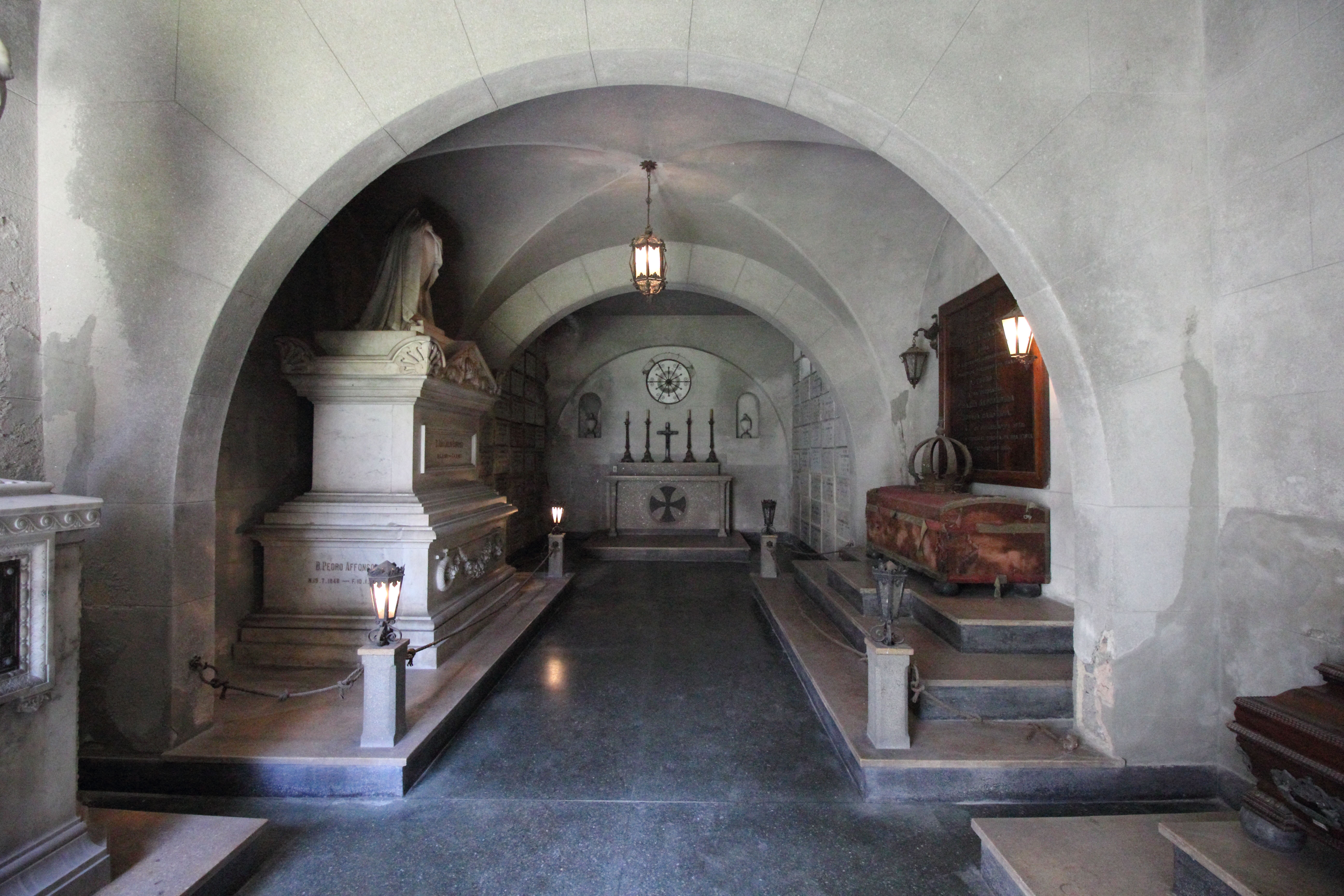
Mausoléu no Convento de Santo Antônio contendo os túmulos de alguns príncipes e princesas do Império do Brasil.

## Disputa dinástica
Em 1896, Pedro de Alcântara de Orléans e Bragança, filho mais velho e herdeiro da Princesa Isabel, conheceu a irmã de um amigo, a baronesa Elisabeth de Dobrzenicz, os dois rapidamente se apaixonam, começam a namorar e logo queriam casar. Mas sua mãe, Isabel, se opôs a esse casamento, pois Elisabeth, que embora fosse uma nobre do Reino da Boêmia, não pertencia a uma família real governante, ou antes governante. Na época, as leis das famílias reinantes eram restritas e formais. O herdeiro de um trono só podia se casar com uma princesa de sangue real, assim como ela, seus pais, avós e seus ancestrais haviam se casado.
Quando, o príncipe Gastão de Orléans, Conde d'Eu, casou-se, em 1864, a princesa Isabel de Bragança, assinou o contrato nupcial, o qual seus direitos dinásticos franceses, tinham que ser renunciados, e, portanto, o seu lugar e de sua descendência na linha de sucessão orleanista ao trono francês, contrariando expressa vontade de seu pai. Em decorrência disso, anos depois da proclamação da república brasileira (1889) e, consequente, da extinção do Império do Brasil (1822-1889), Gastão de Orléans tentou reaver o seu lugar e o de sua descendência na linha sucessória francesa, bem como buscou a criação do título de Príncipe de Orléans e Bragança – como título da realeza francesa –, obtendo diversas respostas negativas por parte da Casa Real de França, que nessa época já não reinava no país. Foi, então, feito um acordo entre o Conde d'Eu e a Casa Real de França, a chamada Declaração de Bruxelas ou Pacto de Família, aonde a Casa Real de França reconheceu o título de Príncipe de Orléans e Bragança como parte da Casa Real; bem como que o Conde d'Eu e sua descendência teriam as mesmas honras dos príncipes da Casa Real de França. Entre tanto, um de seus filhos renunciaria a seus direitos ao trono brasileiro, evitando que príncipes brasileiros viessem a ocupar a Chefia da Casa Real francesa. Supunha-se que Luís Maria Filipe, segundo filho, apresentaria sua renúncia aos direitos brasileiros, mas como este se negou a fazê-lo, o Conde d'Eu acabou por propô-la ao primogênito, Pedro de Alcântara, em troca da obtenção da licença para casar com Elisabeth de Dobrzenicz, que havia antes sido negado por sua mãe.
Com a renúncia de Pedro de Alcântara em 30 de outubro de 1908, seus direitos ao trono brasileiro passam para seu irmão, Luís Maria Filipe que casaria dentro das normas das famílias reais, com a princesa Maria Pia das Duas Sicílias. E passou a ser herdeiro de sua mãe, e eventual sucessor de seus direitos ao trono imperial brasileiro.
O instrumento de renúncia foi emitido em três vias, todas assinados por Pedro de Alcântara diante da princesa Isabel, a qual enviou uma das vias ao Diretório Monárquico do Brasil, então localizado no Rio de Janeiro, aos 9 de novembro de 1908, da qual constava:
| “ | Eu, o príncipe Dom Pedro de Alcântara Luís Filipe Maria Gastão Miguel Gabriel Rafael Gonzaga de Orléans e Bragança, tendo refletido com maturidade, resolvi renunciar ao direito que, pela Constituição do Império do Brasil, promulgado em 25 de março de 1824, me concede a Coroa dessa nação. Declaro, portanto, que, por minha livre e espontânea vontade, renunciarei, em meu próprio nome, assim como a todos e quaisquer de meus descendentes, a todos e quaisquer direitos que a referida Constituição nos confere à Coroa e Trono do Brasil, que passará para as linhas que seguem a minha, em conformidade com a ordem de sucessão estabelecida no artigo 117. Antes de Deus, prometo, para mim e meus descendentes, manter a presente declaração. Cannes, 30 de outubro de 1908, assinado: Pedro de Alcântara de Orléans e Bragança | ” |

Luís, e eventualmente o filho deste, Pedro Henrique, tornaram-se os próximos na linha de sucessão após Isabel. Porém Luís contraiu, nas trincheiras da Primeira Guerra Mundial, um tipo agressivo de reumatismo ósseo que o deixou debilitado e incapaz de andar, vindo a falecer em 1920.
Pedro não contestou a sua renúncia e não reivindicou a chefia da casa imperial após a princesa Isabel falecer em 1921, mas disse em uma entrevista em 1937 que sua renúncia "não atendia aos requisitos da Lei Brasileira, não havia consulta prévia com a nação, não havia protocolo para atos dessa natureza e, além disso, não foi uma renúncia hereditária".
A disputa dinástica pela pretensão à extinta coroa brasileira começou após 1940, quando Pedro Gastão, filho mais velho de Pedro de Alcântara, repudiou a renúncia de seu pai e reivindicou a chefia da Casa Imperial Brasileira. Pedro Gastão fez campanha ativa durante o Plebiscito de 1993, pela restauração da monarquia brasileira, e, caso a monarquia fosse restabelecida, caberia ao Congresso Nacional brasileiro decidir quem deveria ocupar o trono; contudo, a opção pela restauração da monarquia no Brasil foi derrotada, embora tenha recebido aproximadamente sete milhões de votos. Após a morte de Pedro Gastão, em 2007, seu filho mais velho, o Pedro Carlos, atual líder do ramo de Petrópolis, e os filhos mais novos se declararam republicanos.

## Ramos dinásticos

### Orléans e Bragança

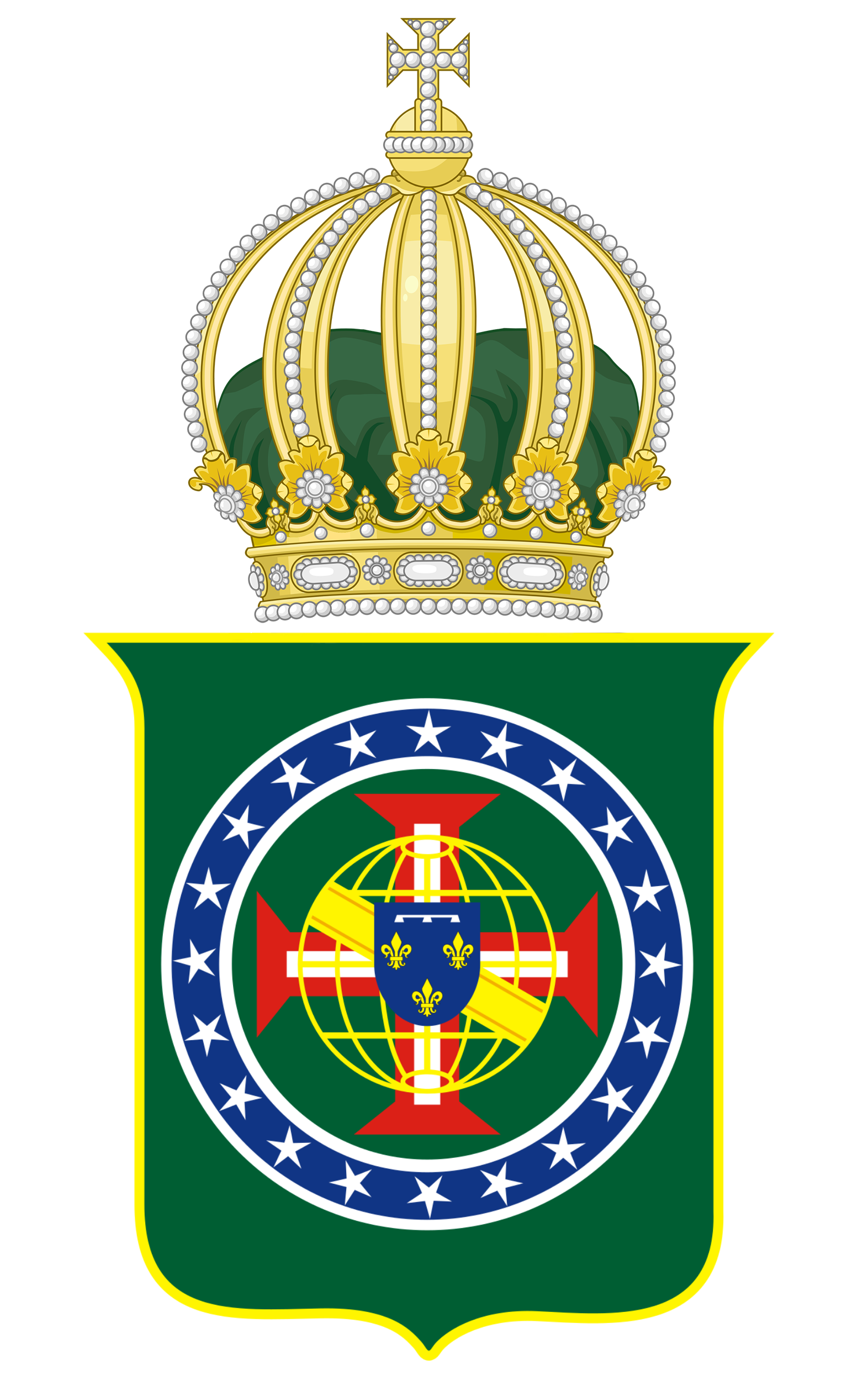
Armas da Casa de Orléans e Bragança

Com o casamento de Isabel do Brasil com o príncipe Gastão de Orléans, em 1864, a Casa Imperial Brasileira associou-se à Casa de Orléans, um ramo da Casa Real de França. Iniciou-se, assim, um novo ramo dinástico, denominado Orléans e Bragança, que nunca reinou no Brasil.
Dos quatro filhos do casal, dois geraram descendência e, hoje, esse ramo da família conta com mais de trinta membros. Muitos foram os que renunciaram para si e seus descendentes os seus supostos direitos na sucessão ao trono imperial.
Em 1909 foi criado o título de Príncipe de Orléans e Bragança, a todos os descendentes de varonia direta e legítima de Gastão e Isabel, mesmo os membros que renunciar aos seus direitos brasileiros, continuará com direitos francês e com o título de príncipes e princesas e o tratamento de Alteza Real. Contudo, esse título jamais foi reconhecido no direito brasileiro ou francês.

### Saxe-Coburgo e Bragança

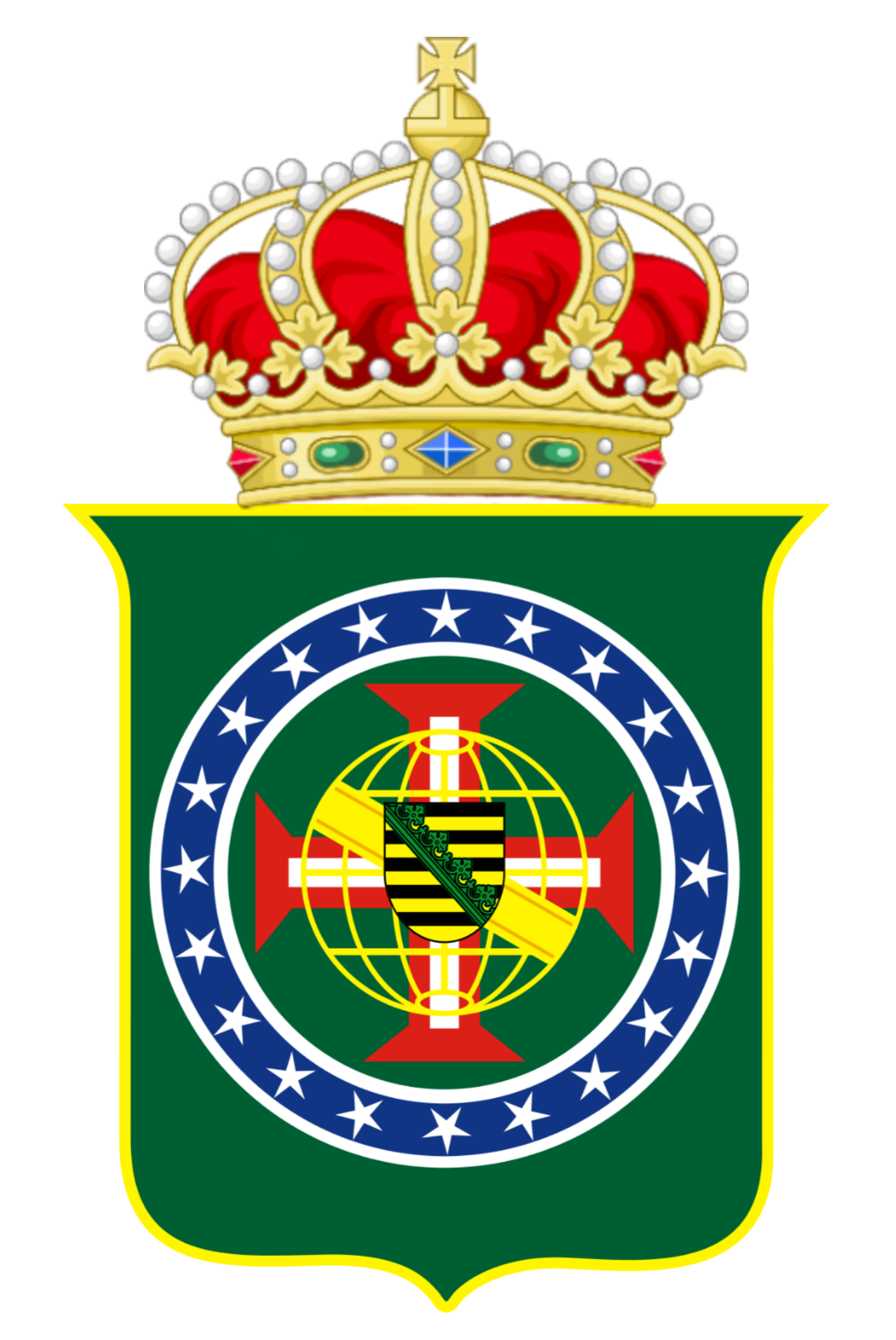
Armas da Casa de Saxe-Coburgo e Bragança

Outro ramo da família imperial teve início com a união entre a princesa Leopoldina com o príncipe Luís Augusto de Saxe-Coburgo-Gota, em 1864. Como a princesa Isabel demorava a gerar um herdeiro ao trono brasileiro, os dois primeiros filhos de Leopoldina, Pedro Augusto e Augusto Leopoldo, foram inseridos na linha de sucessão brasileira, tendo-se o cuidado de serem dados à luz em solo nacional. Esses príncipes foram preteridos na ordem sucessória, após o nascimento dos filhos de Isabel.
Pedro Augusto morreu solteiro e sem deixar descendência. Augusto Leopoldo, por sua vez, casou-se com a arquiduquesa Carolina da Áustria-Toscana, e gerou oito filhos. Sua sexta filha, Teresa Cristina, manteve a nacionalidade brasileira e perpetuou a Casa de Saxe-Coburgo e Bragança, que hoje é chefiada por seu filho Carlos Tasso. A precedência deste ramo na linha sucessória ao trono brasileiro é, contudo, contestada.

## Cargos

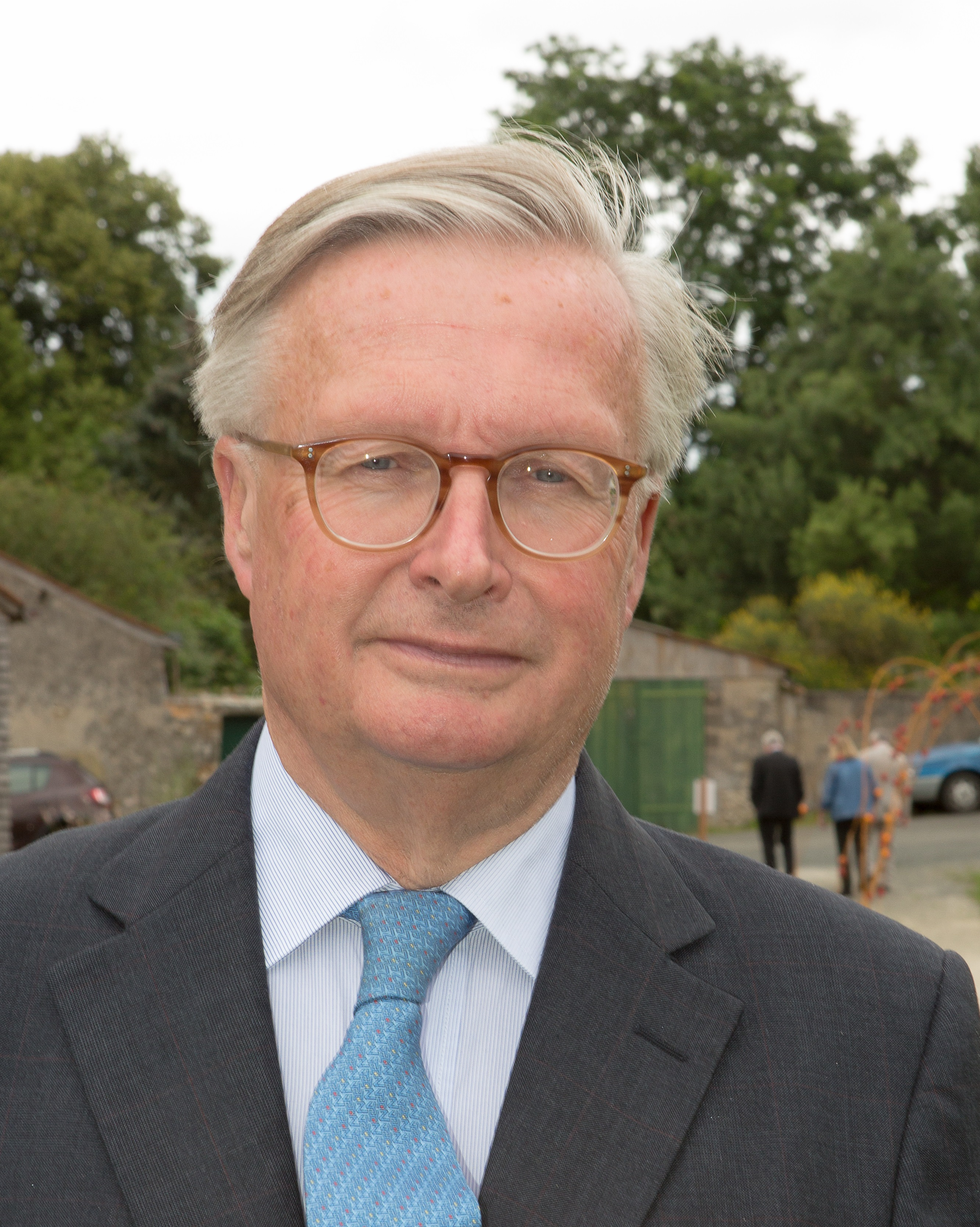
Bisneto da Princesa Isabel, Louis-Jean de Nicolaÿ, membro do Senado da França.

Luiz Philippe de Orléans e Bragança, durante as eleições gerais de 2018, se tornou o segundo descendente da família imperial brasileira a ocupar um cargo político de relevância desde a Proclamação da República. O primeiro foi Louis-Jean de Nicolaÿ, que é senador francês desde 2014. Louis é filho de Pia Maria de Orléans e Bragança, única filha de Luís Maria.

## Pronomes de Tratamento
Segundo a Constituição de 1824, no artigo 105, os seguintes pronomes de tratamento eram reconhecidos a membros da família imperial brasileira:
- Sua Majestade Imperial: reservado ao Imperador e Imperatriz.
- Sua Alteza Imperial: reservado ao herdeiro do trono brasileiro (príncipe imperial) e ao primogênito deste (príncipe do Grão-Pará).
- Sua Alteza: utilizado pelos Príncipes do Brasil, que figuravam na linha sucessória abaixo do Príncipe Imperial e de seu primogênito, o Príncipe do Grão-Pará.

Segundo o Acordo de Bruxelas, também conhecido como Pacto Familiar, os seguintes pronomes de tratamento eram reconhecidos a membros da Casa de Orléans e Bragança, além dos que já possuíam por direito:
- Sua Alteza Imperial e Real: atribuído aos descendestes agnáticos legítimos do Conde d’Eu e da Princesa Isabel, que possuíssem o tratamento de Alteza Imperial.[19]
- Sua Alteza Real: atribuídos aos descendentes agnáticos do Conde d’Eu e da Princesa Isabel, que possuíssem o tratamento de Altezas.

## Membros

### Primeiro Reinado
Em 1826, ano da morte de Leopoldina, esta era a composição da família imperial brasileira:
- Imperador Pedro I
Imperatriz Leopoldina
  - Príncipe Pedro, Príncipe Imperial
  - Rainha Maria II
  - Princesa Januária
  - Princesa Paula Mariana
  - Princesa Francisca

### Abdicação de D. Pedro I
Em 1831, ano da abdicação de Pedro I, esta era a composição da família imperial brasileira:
- Imperador e Rei Pedro I & IV 
Imperatriz Amélia
  - Príncipe Pedro, Príncipe Imperial
  - Rainha Maria II
  - Princesa Januária
  - Princesa Paula Mariana
  - Princesa Francisca

### Segundo Reinado
Em 1889, ano da proclamação da república do Brasil, esta era a composição da família imperial brasileira:
- Imperador e Rei Pedro I & IV
Imperatriz Viúva Amélia
  - Imperador Pedro II
Imperatriz Teresa Cristina
    - Princesa Isabel, Princesa Imperial
Príncipe Gastão, Príncipe Imperial Consorte
      - Príncipe Pedro, Príncipe do Grão-Pará
      - Príncipe Luís
      - Príncipe Antônio

    - Princesa Leopoldina
Príncipe Luís Augusto
      - Príncipe Pedro Augusto
      - Príncipe Augusto Leopoldo

  - Princesa Januária
Príncipe Luís Carlos, Conde d'Áquila
    - Príncipe Luís
    - Príncipe Filipe

  - Princesa Francisca
Príncipe Francisco, Príncipe de Joinville
  - Princesa Maria Amélia

### Pós-Monarquia
No ano de 1918, já na República Velha e durante o mandato do presidente Venceslau Brás, os membros remanescentes da família imperial brasileira e seus descendentes eram:
- Imperador Pedro II
  - Princesa Isabel
Príncipe Gastão
    - Príncipe Pedro
Condessa Elisabeth
      - Isabel de Orléans e Bragança
      - Pedro Gastão de Orléans e Bragança
      - Maria Francisca de Orléans e Bragança
      - João Maria de Orléans e Bragança
      - Teresa Teodora de Orléans e Bragança

    - Príncipe Luís
Princesa Maria Pia
      - Pedro Henrique
      - Luís Gastão
      - Maria Pia

  - Princesa Leopoldina
    - Príncipe Pedro Augusto
    - Príncipe Augusto Leopoldo
Arquiduquesa Carolina
      - Princesa Clementina
      - Princesa Maria Carolina
      - Príncipe Rainer
      - Príncipe Filipe
      - Princesa Teresa Cristina
      - Princesa Leopoldina
      - Príncipe Ernesto

### Atualmente
A “Lista da Familia Imperial”, publicada em 2024 no Anuário da Casa Imperial, menciona os descendentes de Pedro Henrique e seus cônjuges, exceto aqueles nascidos fora do casamento, ou de um segundo casamento do qual o anterior tenha sido divorciado. A lista não inclui os membros do chamado Ramo de Petrópolis, pois os membros vivos deste ramo possuem parentesco colateral acima do quarto grau em relação ao atual chefe da casa imperial Bertrand, o que pela legislação brasileira atual torna seu parentesco juridicamente inexistente.
- Pedro Henrique (1908-1981)
  - Luiz (1938-2022)
  -  Eudes (1939-2020)
    -  Luiz Philippe de Orléans e Bragança
      - Maximiliano

    -  Ana Luiza, Sra. Mansour
      - Rodrigo Ruy Mansour
      - Guilherme Mansour

  -  Bertrand
  -  Isabel Maria (1944-2017)
  -  Pedro de Alcântara 
    -  Maria Pia, Sra. Broglia Mendes
      - Antonio Broglia Mendes
      - Pedro Broglia Mendes

    -  Maria Carolina, Sra. Moreira
      - Joaquim Pedro Moreira
      - Maria Sofia Moreira
      - Maria Julia Moreira

    -  Gabriel José de Orléans e Bragança 
      -  Gabriel de Orléans e Bragança
      -  Rafael de Orléans e Bragança

    -  Maria de Fátima, Sra. Soares
    -  Maria Manuela de Orléans e Bragança

  -  Fernando
    -  Isabel, Condessa Stolberg
      - Louis Berhard, Conde Stolberg
      - Lorenz, Conde Stolberg
      - Anna Katharina, Condessa Stolberg

    -  Maria da Glória de Orléans e Bragança
    -  Luiza Carolina de Orléans e Bragança

  -  Antonio (1950-2024)
    -  Pedro Luiz (1983-2009)
    -  Amélia, Sra. Spearman
      - Alexander Spearman
      - Nicholas Spearman

    -  Rafael
    -  Maria Gabriela

  -  Eleonora, Princesa de Ligne
    -  Alix, Condessa de Dampierre
      - Olympia de Dampierre
      - Guy, Conde de Dampierre

    -  Henri, Príncipe Hereditário de Ligne

  -  Francisco
    -  Maria Elizabeth, Sra. Souza
      - Maria Isabel de Souza
      - Maria Sofia de Souza
      - João Francisco de Souza

    -  Maria Thereza, Sra. Zanker
      - Maria Francisca Zanker
      - Pedro Zanker

    -  Maria Eleonora de Orléans e Bragança

  -  Alberto
    -  Pedro Alberto de Orléans e Bragança
    -  Maria Beatriz de Orléans e Bragança
    -   Ana Thereza de Orléans e Bragança
    -  Antonio Alberto de Orléans e Bragança

  -  Maria Theresa, Sra. Jong
    - Johannes Pedro de Jong
    - Maria Pia de Jong

  -  Maria Gabriela, Sra. Machado

## Chefes da Família Imperial
| Retrato | Nome               | Conexão com o último imperador | Período               | Período                | Nascimento                                     | Casamento | Morte                                                   |
| ------- | ------------------ | ------------------------------ | --------------------- | ---------------------- | ---------------------------------------------- | --- | ------------------------------------------------------- |
|         | Pedro I do Brasil  | -                              | 12 de outubro de 1822 | 7 de abril de 1831     | 12 de outubro de 1798 - Queluz, Portugal       | 13 de maio de 1817 - Com Maria Leopoldina da Áustria - 7 filhos 2 de agosto de 1829 - Com Amélia de Leuchtenberg - 1 filha | 24 de setembro de 1834 - Queluz, Portugal - Com 35 anos |
|         | Pedro II do Brasil | Filho                          | 7 de abril de 1831    | 15 de novembro de 1889 | 2 de dezembro de 1825 - Rio de Janeiro, Brasil | 30 de maio de 1843 - Com Teresa Cristina das Duas Sicílias - 4 Filhos                                                      | 5 de dezembro de 1891 - Paris, França - Com 66 anos     |

## Pretendentes

### Família Bragança
| Retrato | Nome               | Conexão com o último imperador | Período                | Período                | Nascimento                                     | Casamento                                                             | Morte                                               |
| ------- | ------------------ | ------------------------------ | ---------------------- | ---------------------- | ---------------------------------------------- | --------------------------------------------------------------------- | --------------------------------------------------- |
|         | Pedro II do Brasil | O próprio                      | 15 de novembro de 1889 | 5 de dezembro de 1891  | 2 de dezembro de 1825 - Rio de Janeiro, Brasil | 30 de maio de 1843 - Com Teresa Cristina das Duas Sicílias - 4 Filhos | 5 de dezembro de 1891 - Paris, França - Com 66 anos |
|         | Isabel do Brasil   | Filha mais velha de Pedro II   | 5 de dezembro de 1891  | 14 de novembro de 1921 | 29 de julho de 1846 - Rio de Janeiro, Brasil   | 15 de outubro de 1864 - Com Gastão de Orleans - 4 filhos              | 14 de novembro de 1921 - Eu, França - Com 75 anos   |

### Família Orléans e Bragança
Ramo de Petrópolis
| Retrato | Nome                                     | Conexão com o último imperador                                                              | Conexão em vida com o chefe do outro ramo                                                 | Período                | Período                | Nascimento                                     | Casamento | Morte                                                        |
| ------- | ---------------------------------------- | ------------------------------------------------------------------------------------------- | ----------------------------------------------------------------------------------------- | ---------------------- | ---------------------- | ---------------------------------------------- | --- | ------------------------------------------------------------ |
|         | Pedro de Alcântara de Orléans e Bragança | Neto de Pedro II (filho mais velho de Isabel)                                               | Tio de Pedro Henrique (parentesco de 3° grau)                                             | 14 de novembro de 1921 | 29 de janeiro de 1940  | 15 de outubro de 1875 - Rio de Janeiro, Brasil | 14 de novembro de 1908 - Com Elisabeth de Dobrzenicz - 5 filhos | 29 de janeiro de 1940 - Pará, Petrópolis                     |
|         | Pedro Gastão de Orléans e Bragança       | Bisneto de Pedro II (neto de Isabel e filho de Pedro de Alcântara)                          | Primo de Pedro Henrique (parentesco de 4° grau) Primo-tio de Luiz (parentesco de 5° grau) | 29 de janeiro de 1940  | 27 de dezembro de 2007 | 19 de fevereiro de 1913 - Eu, França           | 18 de dezembro de 1944 - Com Maria da Esperança de Borboun - 6 filhos | 27 de dezembro de 2007 - Vilamanrique, Espanha - Com 94 anos |
|         | Pedro Carlos de Orléans e Bragança       | Trineto de Pedro II (bisneto de Isabel, neto de Pedro de Alcântara e filho de Pedro Gastão) | Segundo-primo de Luiz e Bertrand (parentesco de 6° grau)                                  | 27 de dezembro de 2007 | Presente               | 31 de outubro de 1945 - Rio de Janeiro, Brasil | 2 de setembro de 1975 - Com Rony Kuhn de Sousa - 1 filho 16 de julho de 1981 - Com Patricia Branscombe - 1 filho 1 de setembro de 2018 - Com Patrícia Alvim - Sem filhos | –                                                            |

Ramo de Vassouras
| Retrato | Nome                                 | Conexão com o último imperador                                                        | Conexão em vida com o chefe do outro ramo                                                                    | Período                | Período             | Nascimento                                            | Casamento                                                      | Morte                                                 |
| ------- | ------------------------------------ | ------------------------------------------------------------------------------------- | --- | ---------------------- | ------------------- | ----------------------------------------------------- | -------------------------------------------------------------- | ----------------------------------------------------- |
|         | Pedro Henrique de Orléans e Bragança | Bisneto de Pedro II (neto de Isabel e filho de Luís Maria)                            | Sobrinho de Pedro de Alcântara (parentesco de 3° grau) Primo de Pedro Gastão (parentesco de 4° grau)         | 14 de novembro de 1921 | 5 de julho de 1981  | 13 de setembro de 1909 - Boulogne-Billancourt, França | 19 de agosto de 1937 - Com Maria Isabel da Baviera - 12 filhos | 5 de julho de 1981 - Vassouras, Brasil - Com 71 anos  |
|         | Luiz                                 | Trineto de Pedro II (bisneto de Isabel, neto de Luís Maria e filho de Pedro Henrique) | Primo-sobrinho de Pedro Gastão (parentesco de 5° grau) Segundo-primo de Pedro Carlos (parentesco de 6° grau) | 5 de julho de 1981     | 15 de julho de 2022 | 6 de junho de 1938 - Mandelieu, França                | Solteiro                                                       | 15 de julho de 2022 - São Paulo, Brasil - Com 84 anos |
|         | Bertrand de Orléans e Bragança       | Trineto de Pedro II (bisneto de Isabel, neto de Luís Maria e filho de Pedro Henrique) | Segundo-primo de Pedro Carlos (parentesco de 6° grau)                                                        | 15 de julho de 2022    | Presente            | 2 de fevereiro de 1941 (81 anos) - Mandelieu, França  | Solteiro                                                       |                                                       |

## Heráldicas
| Brasão | Título              | Posse     | Brasão | Título                      | Posse     | Brasão | Título                | Posse     | Brasão | Título             | Posse     | Brasão | Título                         | Posse |
| ------ | ------------------- | --------- | ------ | --------------------------- | --------- | ------ | --------------------- | --------- | ------ | ------------------ | --------- | ------ | ------------------------------ | ----- |
|        | Imperador do Brasil | 1822–1891 |        | Príncipe Imperial do Brasil | 1822-1891 |        | Príncipe do Grão-Pará | 1875-1891 |        | Príncipe do Brasil | 1822-1891 |        | Príncipe de Orléans e Bragança | 1909  |

## Genealogia
|  |  |  |  |  |  |  |  |                                                                                              |                                                                                              |                                                                                              |                                                                                              |                                                                                              |                                                                                              |  |  | | | | | | |  |  | Imperador-Rei Pedro I/IV Rei de Portugal e dos Algarves Imperador do Brasil (1798-1834) |                                                                                       |                                                                                       |                                                                                       |                                                                                       |                                                                                       |  |  |                                                                                              |                                                                                              |                                                                                              |                                                                                              |                                                                                              |                                                                                              |  |  |                                                                                            |                                                                                            |                                                                                            |                                                                                            |                                                                                            |                                                                                            |  |  |                                                      |                                                      |                                                      |                                                      |                                                      |                                                      |  |  |  |  |  |  |  |  |  |  |  |  |  |  |  |  |  |  |  |  |  |  |  |  |  |  |  |  |  |  |  |  |  |  |  |  |  |  |  |  |  |  |  |  |  |  |  |  |  |  |  |  |
|  |  |  |  |  |  |  |  |                                                                                              |                                                                                              |                                                                                              |                                                                                              |                                                                                              |                                                                                              |  |  | | | | | | |  |  |                                                                                         |                                                                                       |                                                                                       |                                                                                       |                                                                                       |                                                                                       |  |  |                                                                                              |                                                                                              |                                                                                              |                                                                                              |                                                                                              |                                                                                              |  |  |                                                                                            |                                                                                            |                                                                                            |                                                                                            |                                                                                            |                                                                                            |  |  |                                                      |                                                      |                                                      |                                                      |                                                      |                                                      |  |  |  |  |  |  |  |  |  |  |  |  |  |  |  |  |  |  |  |  |  |  |  |  |  |  |  |  |  |  |  |  |  |  |  |  |  |  |  |  |  |  |  |  |  |  |  |  |  |  |  |  |
|  |  |  |  |  |  |  |  |                                                                                              |                                                                                              |                                                                                              |                                                                                              |                                                                                              |                                                                                              |  |  | | | | | | |  |  |                                                                                         |                                                                                       |                                                                                       |                                                                                       |                                                                                       |                                                                                       |  |  |                                                                                              |                                                                                              |                                                                                              |                                                                                              |                                                                                              |                                                                                              |  |  |                                                                                            |                                                                                            |                                                                                            |                                                                                            |                                                                                            |                                                                                            |  |  |                                                      |                                                      |                                                      |                                                      |                                                      |                                                      |  |  |  |  |  |  |  |  |  |  |  |  |  |  |  |  |  |  |  |  |  |  |  |  |  |  |  |  |  |  |  |  |  |  |  |  |  |  |  |  |  |  |  |  |  |  |  |  |  |  |  |  |
|  |  |  |  |  |  |  |  | Rainha Maria II Rainha de Portugal e dos Algarves (1819-1853)                                | Rainha Maria II Rainha de Portugal e dos Algarves (1819-1853)                                | Rainha Maria II Rainha de Portugal e dos Algarves (1819-1853)                                | Rainha Maria II Rainha de Portugal e dos Algarves (1819-1853)                                | Rainha Maria II Rainha de Portugal e dos Algarves (1819-1853)                                | Rainha Maria II Rainha de Portugal e dos Algarves (1819-1853)                                |  |  | Princesa Januária Princesa Imperial do Brasil Princesa das Duas Sicílias Condessa d'Áquila (1822-1901) | Princesa Januária Princesa Imperial do Brasil Princesa das Duas Sicílias Condessa d'Áquila (1822-1901) | Princesa Januária Princesa Imperial do Brasil Princesa das Duas Sicílias Condessa d'Áquila (1822-1901) | Princesa Januária Princesa Imperial do Brasil Princesa das Duas Sicílias Condessa d'Áquila (1822-1901) | Princesa Januária Princesa Imperial do Brasil Princesa das Duas Sicílias Condessa d'Áquila (1822-1901) | Princesa Januária Princesa Imperial do Brasil Princesa das Duas Sicílias Condessa d'Áquila (1822-1901) |  |  | Imperador Pedro II Imperador do Brasil (1825-1891)                                      | Imperador Pedro II Imperador do Brasil (1825-1891)                                    | Imperador Pedro II Imperador do Brasil (1825-1891)                                    | Imperador Pedro II Imperador do Brasil (1825-1891)                                    | Imperador Pedro II Imperador do Brasil (1825-1891)                                    | Imperador Pedro II Imperador do Brasil (1825-1891)                                    |  |  | Princesa Paula Princesa do Brasil (1823-1833)                                                | Princesa Paula Princesa do Brasil (1823-1833)                                                | Princesa Paula Princesa do Brasil (1823-1833)                                                | Princesa Paula Princesa do Brasil (1823-1833)                                                | Princesa Paula Princesa do Brasil (1823-1833)                                                | Princesa Paula Princesa do Brasil (1823-1833)                                                |  |  | Princesa Francisca Princesa do Brasil Princesa d'Orléans Princesa de Joinville (1824-1898) | Princesa Francisca Princesa do Brasil Princesa d'Orléans Princesa de Joinville (1824-1898) | Princesa Francisca Princesa do Brasil Princesa d'Orléans Princesa de Joinville (1824-1898) | Princesa Francisca Princesa do Brasil Princesa d'Orléans Princesa de Joinville (1824-1898) | Princesa Francisca Princesa do Brasil Princesa d'Orléans Princesa de Joinville (1824-1898) | Princesa Francisca Princesa do Brasil Princesa d'Orléans Princesa de Joinville (1824-1898) |  |  | Princesa Maria Amélia Princesa do Brasil (1831-1853) | Princesa Maria Amélia Princesa do Brasil (1831-1853) | Princesa Maria Amélia Princesa do Brasil (1831-1853) | Princesa Maria Amélia Princesa do Brasil (1831-1853) | Princesa Maria Amélia Princesa do Brasil (1831-1853) | Princesa Maria Amélia Princesa do Brasil (1831-1853) |  |  |  |  |  |  |  |  |  |  |  |  |  |  |  |  |  |  |  |  |  |  |  |  |  |  |  |  |  |  |  |  |  |  |  |  |  |  |  |  |  |  |  |  |  |  |  |  |  |  |  |  |
|  |  |  |  |  |  |  |  | Rainha Maria II Rainha de Portugal e dos Algarves (1819-1853)                                | Rainha Maria II Rainha de Portugal e dos Algarves (1819-1853)                                | Rainha Maria II Rainha de Portugal e dos Algarves (1819-1853)                                | Rainha Maria II Rainha de Portugal e dos Algarves (1819-1853)                                | Rainha Maria II Rainha de Portugal e dos Algarves (1819-1853)                                | Rainha Maria II Rainha de Portugal e dos Algarves (1819-1853)                                |  |  | Princesa Januária Princesa Imperial do Brasil Princesa das Duas Sicílias Condessa d'Áquila (1822-1901) | Princesa Januária Princesa Imperial do Brasil Princesa das Duas Sicílias Condessa d'Áquila (1822-1901) | Princesa Januária Princesa Imperial do Brasil Princesa das Duas Sicílias Condessa d'Áquila (1822-1901) | Princesa Januária Princesa Imperial do Brasil Princesa das Duas Sicílias Condessa d'Áquila (1822-1901) | Princesa Januária Princesa Imperial do Brasil Princesa das Duas Sicílias Condessa d'Áquila (1822-1901) | Princesa Januária Princesa Imperial do Brasil Princesa das Duas Sicílias Condessa d'Áquila (1822-1901) |  |  | Imperador Pedro II Imperador do Brasil (1825-1891)                                      | Imperador Pedro II Imperador do Brasil (1825-1891)                                    | Imperador Pedro II Imperador do Brasil (1825-1891)                                    | Imperador Pedro II Imperador do Brasil (1825-1891)                                    | Imperador Pedro II Imperador do Brasil (1825-1891)                                    | Imperador Pedro II Imperador do Brasil (1825-1891)                                    |  |  | Princesa Paula Princesa do Brasil (1823-1833)                                                | Princesa Paula Princesa do Brasil (1823-1833)                                                | Princesa Paula Princesa do Brasil (1823-1833)                                                | Princesa Paula Princesa do Brasil (1823-1833)                                                | Princesa Paula Princesa do Brasil (1823-1833)                                                | Princesa Paula Princesa do Brasil (1823-1833)                                                |  |  | Princesa Francisca Princesa do Brasil Princesa d'Orléans Princesa de Joinville (1824-1898) | Princesa Francisca Princesa do Brasil Princesa d'Orléans Princesa de Joinville (1824-1898) | Princesa Francisca Princesa do Brasil Princesa d'Orléans Princesa de Joinville (1824-1898) | Princesa Francisca Princesa do Brasil Princesa d'Orléans Princesa de Joinville (1824-1898) | Princesa Francisca Princesa do Brasil Princesa d'Orléans Princesa de Joinville (1824-1898) | Princesa Francisca Princesa do Brasil Princesa d'Orléans Princesa de Joinville (1824-1898) |  |  | Princesa Maria Amélia Princesa do Brasil (1831-1853) | Princesa Maria Amélia Princesa do Brasil (1831-1853) | Princesa Maria Amélia Princesa do Brasil (1831-1853) | Princesa Maria Amélia Princesa do Brasil (1831-1853) | Princesa Maria Amélia Princesa do Brasil (1831-1853) | Princesa Maria Amélia Princesa do Brasil (1831-1853) |  |  |  |  |  |  |  |  |  |  |  |  |  |  |  |  |  |  |  |  |  |  |  |  |  |  |  |  |  |  |  |  |  |  |  |  |  |  |  |  |  |  |  |  |  |  |  |  |  |  |  |  |
|  |  |  |  |  |  |  |  |                                                                                              |                                                                                              |                                                                                              |                                                                                              |                                                                                              |                                                                                              |  |  | | | | | | |  |  |                                                                                         |                                                                                       |                                                                                       |                                                                                       |                                                                                       |                                                                                       |  |  |                                                                                              |                                                                                              |                                                                                              |                                                                                              |                                                                                              |                                                                                              |  |  |                                                                                            |                                                                                            |                                                                                            |                                                                                            |                                                                                            |                                                                                            |  |  |                                                      |                                                      |                                                      |                                                      |                                                      |                                                      |  |  |  |  |  |  |  |  |  |  |  |  |  |  |  |  |  |  |  |  |  |  |  |  |  |  |  |  |  |  |  |  |  |  |  |  |  |  |  |  |  |  |  |  |  |  |  |  |  |  |  |  |
|  |  |  |  |  |  |  |  | Descendentes membros da Família Real Portuguesa                                              | Descendentes membros da Família Real Portuguesa                                              | Descendentes membros da Família Real Portuguesa                                              | Descendentes membros da Família Real Portuguesa                                              | Descendentes membros da Família Real Portuguesa                                              | Descendentes membros da Família Real Portuguesa                                              |  |  | | | | | | |  |  | Princesa Isabel Princesa Imperial do Brasil (1846-1921)                                 | Princesa Isabel Princesa Imperial do Brasil (1846-1921)                               | Princesa Isabel Princesa Imperial do Brasil (1846-1921)                               | Princesa Isabel Princesa Imperial do Brasil (1846-1921)                               | Princesa Isabel Princesa Imperial do Brasil (1846-1921)                               | Princesa Isabel Princesa Imperial do Brasil (1846-1921)                               |  |  | Princesa Leopoldina Princesa do Brasil Princesa de Saxe-Coburgo-Gota (1847-1871)             | Princesa Leopoldina Princesa do Brasil Princesa de Saxe-Coburgo-Gota (1847-1871)             | Princesa Leopoldina Princesa do Brasil Princesa de Saxe-Coburgo-Gota (1847-1871)             | Princesa Leopoldina Princesa do Brasil Princesa de Saxe-Coburgo-Gota (1847-1871)             | Princesa Leopoldina Princesa do Brasil Princesa de Saxe-Coburgo-Gota (1847-1871)             | Princesa Leopoldina Princesa do Brasil Princesa de Saxe-Coburgo-Gota (1847-1871)             |  |  |                                                                                            |                                                                                            |                                                                                            |                                                                                            |                                                                                            |                                                                                            |  |  |                                                      |                                                      |                                                      |                                                      |                                                      |                                                      |  |  |  |  |  |  |  |  |  |  |  |  |  |  |  |  |  |  |  |  |  |  |  |  |  |  |  |  |  |  |  |  |  |  |  |  |  |  |  |  |  |  |  |  |  |  |  |  |  |  |  |  |
|  |  |  |  |  |  |  |  | Descendentes membros da Família Real Portuguesa                                              | Descendentes membros da Família Real Portuguesa                                              | Descendentes membros da Família Real Portuguesa                                              | Descendentes membros da Família Real Portuguesa                                              | Descendentes membros da Família Real Portuguesa                                              | Descendentes membros da Família Real Portuguesa                                              |  |  | | | | | | |  |  | Princesa Isabel Princesa Imperial do Brasil (1846-1921)                                 | Princesa Isabel Princesa Imperial do Brasil (1846-1921)                               | Princesa Isabel Princesa Imperial do Brasil (1846-1921)                               | Princesa Isabel Princesa Imperial do Brasil (1846-1921)                               | Princesa Isabel Princesa Imperial do Brasil (1846-1921)                               | Princesa Isabel Princesa Imperial do Brasil (1846-1921)                               |  |  | Princesa Leopoldina Princesa do Brasil Princesa de Saxe-Coburgo-Gota (1847-1871)             | Princesa Leopoldina Princesa do Brasil Princesa de Saxe-Coburgo-Gota (1847-1871)             | Princesa Leopoldina Princesa do Brasil Princesa de Saxe-Coburgo-Gota (1847-1871)             | Princesa Leopoldina Princesa do Brasil Princesa de Saxe-Coburgo-Gota (1847-1871)             | Princesa Leopoldina Princesa do Brasil Princesa de Saxe-Coburgo-Gota (1847-1871)             | Princesa Leopoldina Princesa do Brasil Princesa de Saxe-Coburgo-Gota (1847-1871)             |  |  |                                                                                            |                                                                                            |                                                                                            |                                                                                            |                                                                                            |                                                                                            |  |  |                                                      |                                                      |                                                      |                                                      |                                                      |                                                      |  |  |  |  |  |  |  |  |  |  |  |  |  |  |  |  |  |  |  |  |  |  |  |  |  |  |  |  |  |  |  |  |  |  |  |  |  |  |  |  |  |  |  |  |  |  |  |  |  |  |  |  |
|  |  |  |  |  |  |  |  |                                                                                              |                                                                                              |                                                                                              |                                                                                              |                                                                                              |                                                                                              |  |  | | | | | | |  |  |                                                                                         |                                                                                       |                                                                                       |                                                                                       |                                                                                       |                                                                                       |  |  |                                                                                              |                                                                                              |                                                                                              |                                                                                              |                                                                                              |                                                                                              |  |  |                                                                                            |                                                                                            |                                                                                            |                                                                                            |                                                                                            |                                                                                            |  |  |                                                      |                                                      |                                                      |                                                      |                                                      |                                                      |  |  |  |  |  |  |  |  |  |  |  |  |  |  |  |  |  |  |  |  |  |  |  |  |  |  |  |  |  |  |  |  |  |  |  |  |  |  |  |  |  |  |  |  |  |  |  |  |  |  |  |  |
|  |  |  |  |  |  |  |  | Príncipe Pedro de Alcântara Príncipe do Grão-Pará Príncipe de Orléans e Bragança (1875-1940) | Príncipe Pedro de Alcântara Príncipe do Grão-Pará Príncipe de Orléans e Bragança (1875-1940) | Príncipe Pedro de Alcântara Príncipe do Grão-Pará Príncipe de Orléans e Bragança (1875-1940) | Príncipe Pedro de Alcântara Príncipe do Grão-Pará Príncipe de Orléans e Bragança (1875-1940) | Príncipe Pedro de Alcântara Príncipe do Grão-Pará Príncipe de Orléans e Bragança (1875-1940) | Príncipe Pedro de Alcântara Príncipe do Grão-Pará Príncipe de Orléans e Bragança (1875-1940) |  |  | Príncipe Luís Príncipe Imperial do Brasil Príncipe de Orléans e Bragança (1878-1920)                   | Príncipe Luís Príncipe Imperial do Brasil Príncipe de Orléans e Bragança (1878-1920)                   | Príncipe Luís Príncipe Imperial do Brasil Príncipe de Orléans e Bragança (1878-1920)                   | Príncipe Luís Príncipe Imperial do Brasil Príncipe de Orléans e Bragança (1878-1920)                   | Príncipe Luís Príncipe Imperial do Brasil Príncipe de Orléans e Bragança (1878-1920)                   | Príncipe Luís Príncipe Imperial do Brasil Príncipe de Orléans e Bragança (1878-1920)                   |  |  | Príncipe Antônio Gastão Príncipe do Brasil Príncipe de Orléans e Bragança (1881-1918)   | Príncipe Antônio Gastão Príncipe do Brasil Príncipe de Orléans e Bragança (1881-1918) | Príncipe Antônio Gastão Príncipe do Brasil Príncipe de Orléans e Bragança (1881-1918) | Príncipe Antônio Gastão Príncipe do Brasil Príncipe de Orléans e Bragança (1881-1918) | Príncipe Antônio Gastão Príncipe do Brasil Príncipe de Orléans e Bragança (1881-1918) | Príncipe Antônio Gastão Príncipe do Brasil Príncipe de Orléans e Bragança (1881-1918) |  |  | Descendentes membros da Casa de Saxe-Coburgo e Bragança, ramo secundário da Família Imperial | Descendentes membros da Casa de Saxe-Coburgo e Bragança, ramo secundário da Família Imperial | Descendentes membros da Casa de Saxe-Coburgo e Bragança, ramo secundário da Família Imperial | Descendentes membros da Casa de Saxe-Coburgo e Bragança, ramo secundário da Família Imperial | Descendentes membros da Casa de Saxe-Coburgo e Bragança, ramo secundário da Família Imperial | Descendentes membros da Casa de Saxe-Coburgo e Bragança, ramo secundário da Família Imperial |  |  |                                                                                            |                                                                                            |                                                                                            |                                                                                            |                                                                                            |                                                                                            |  |  |                                                      |                                                      |                                                      |                                                      |                                                      |                                                      |  |  |  |  |  |  |  |  |  |  |  |  |  |  |  |  |  |  |  |  |  |  |  |  |  |  |  |  |  |  |  |  |  |  |  |  |  |  |  |  |  |  |  |  |  |  |  |  |  |  |  |  |
|  |  |  |  |  |  |  |  | Príncipe Pedro de Alcântara Príncipe do Grão-Pará Príncipe de Orléans e Bragança (1875-1940) | Príncipe Pedro de Alcântara Príncipe do Grão-Pará Príncipe de Orléans e Bragança (1875-1940) | Príncipe Pedro de Alcântara Príncipe do Grão-Pará Príncipe de Orléans e Bragança (1875-1940) | Príncipe Pedro de Alcântara Príncipe do Grão-Pará Príncipe de Orléans e Bragança (1875-1940) | Príncipe Pedro de Alcântara Príncipe do Grão-Pará Príncipe de Orléans e Bragança (1875-1940) | Príncipe Pedro de Alcântara Príncipe do Grão-Pará Príncipe de Orléans e Bragança (1875-1940) |  |  | Príncipe Luís Príncipe Imperial do Brasil Príncipe de Orléans e Bragança (1878-1920)                   | Príncipe Luís Príncipe Imperial do Brasil Príncipe de Orléans e Bragança (1878-1920)                   | Príncipe Luís Príncipe Imperial do Brasil Príncipe de Orléans e Bragança (1878-1920)                   | Príncipe Luís Príncipe Imperial do Brasil Príncipe de Orléans e Bragança (1878-1920)                   | Príncipe Luís Príncipe Imperial do Brasil Príncipe de Orléans e Bragança (1878-1920)                   | Príncipe Luís Príncipe Imperial do Brasil Príncipe de Orléans e Bragança (1878-1920)                   |  |  | Príncipe Antônio Gastão Príncipe do Brasil Príncipe de Orléans e Bragança (1881-1918)   | Príncipe Antônio Gastão Príncipe do Brasil Príncipe de Orléans e Bragança (1881-1918) | Príncipe Antônio Gastão Príncipe do Brasil Príncipe de Orléans e Bragança (1881-1918) | Príncipe Antônio Gastão Príncipe do Brasil Príncipe de Orléans e Bragança (1881-1918) | Príncipe Antônio Gastão Príncipe do Brasil Príncipe de Orléans e Bragança (1881-1918) | Príncipe Antônio Gastão Príncipe do Brasil Príncipe de Orléans e Bragança (1881-1918) |  |  | Descendentes membros da Casa de Saxe-Coburgo e Bragança, ramo secundário da Família Imperial | Descendentes membros da Casa de Saxe-Coburgo e Bragança, ramo secundário da Família Imperial | Descendentes membros da Casa de Saxe-Coburgo e Bragança, ramo secundário da Família Imperial | Descendentes membros da Casa de Saxe-Coburgo e Bragança, ramo secundário da Família Imperial | Descendentes membros da Casa de Saxe-Coburgo e Bragança, ramo secundário da Família Imperial | Descendentes membros da Casa de Saxe-Coburgo e Bragança, ramo secundário da Família Imperial |  |  |                                                                                            |                                                                                            |                                                                                            |                                                                                            |                                                                                            |                                                                                            |  |  |                                                      |                                                      |                                                      |                                                      |                                                      |                                                      |  |  |  |  |  |  |  |  |  |  |  |  |  |  |  |  |  |  |  |  |  |  |  |  |  |  |  |  |  |  |  |  |  |  |  |  |  |  |  |  |  |  |  |  |  |  |  |  |  |  |  |  |
|  |  |  |  |  |  |  |  | Descendentes membros do Ramo de Petrópolis da Casa de Orléans e Bragança                     | Descendentes membros do Ramo de Petrópolis da Casa de Orléans e Bragança                     | Descendentes membros do Ramo de Petrópolis da Casa de Orléans e Bragança                     | Descendentes membros do Ramo de Petrópolis da Casa de Orléans e Bragança                     | Descendentes membros do Ramo de Petrópolis da Casa de Orléans e Bragança                     | Descendentes membros do Ramo de Petrópolis da Casa de Orléans e Bragança                     |  |  | Descendentes membros do Ramo de Vassouras da Casa de Orléans e Bragança                                | Descendentes membros do Ramo de Vassouras da Casa de Orléans e Bragança                                | Descendentes membros do Ramo de Vassouras da Casa de Orléans e Bragança                                | Descendentes membros do Ramo de Vassouras da Casa de Orléans e Bragança                                | Descendentes membros do Ramo de Vassouras da Casa de Orléans e Bragança                                | Descendentes membros do Ramo de Vassouras da Casa de Orléans e Bragança                                |  |  |                                                                                         |                                                                                       |                                                                                       |                                                                                       |                                                                                       |                                                                                       |  |  |                                                                                              |                                                                                              |                                                                                              |                                                                                              |                                                                                              |                                                                                              |  |  |                                                                                            |                                                                                            |                                                                                            |                                                                                            |                                                                                            |                                                                                            |  |  |                                                      |                                                      |                                                      |                                                      |                                                      |                                                      |  |  |  |  |  |  |  |  |  |  |  |  |  |  |  |  |  |  |  |  |  |  |  |  |  |  |  |  |  |  |  |  |  |  |  |  |  |  |  |  |  |  |  |  |  |  |  |  |  |  |  |  |

## Vexilologia e estandartes imperiais
A atual bandeira presidencial brasileira é a versão adaptada do estandarte dos imperadores, Pedro I e Pedro II, que consistia  em um retângulo todo em verde tendo ao centro o brasão nacional da época na cor amarelo ouro e com ramos trifoliares de tabaco nos cantos também em amarelo ouro. Quanto ao uso da cor no gorro da coroa atualmente existe, na internet, muita inobservação a respeito do padrão heráldico, ora na cor vermelha ora na cor verde, mas a regra já foi definida desde Taunay e D. Pedro I que fisicamente o gorro da coroa é verde. Para diferi do gorro da coroa real portuguesa que é vermelho tanto fisicamente como heraldicamente, mas que sua representação heráldica seria o vermelho . Assim, no padrão brasileiro, quando o desenho for nos brasões a cor do referido gorro será sempre em vermelho.

Estandarte do Imperador.
Estandarte do Príncipe Imperial do Brasil, que era o herdeiro do trono.
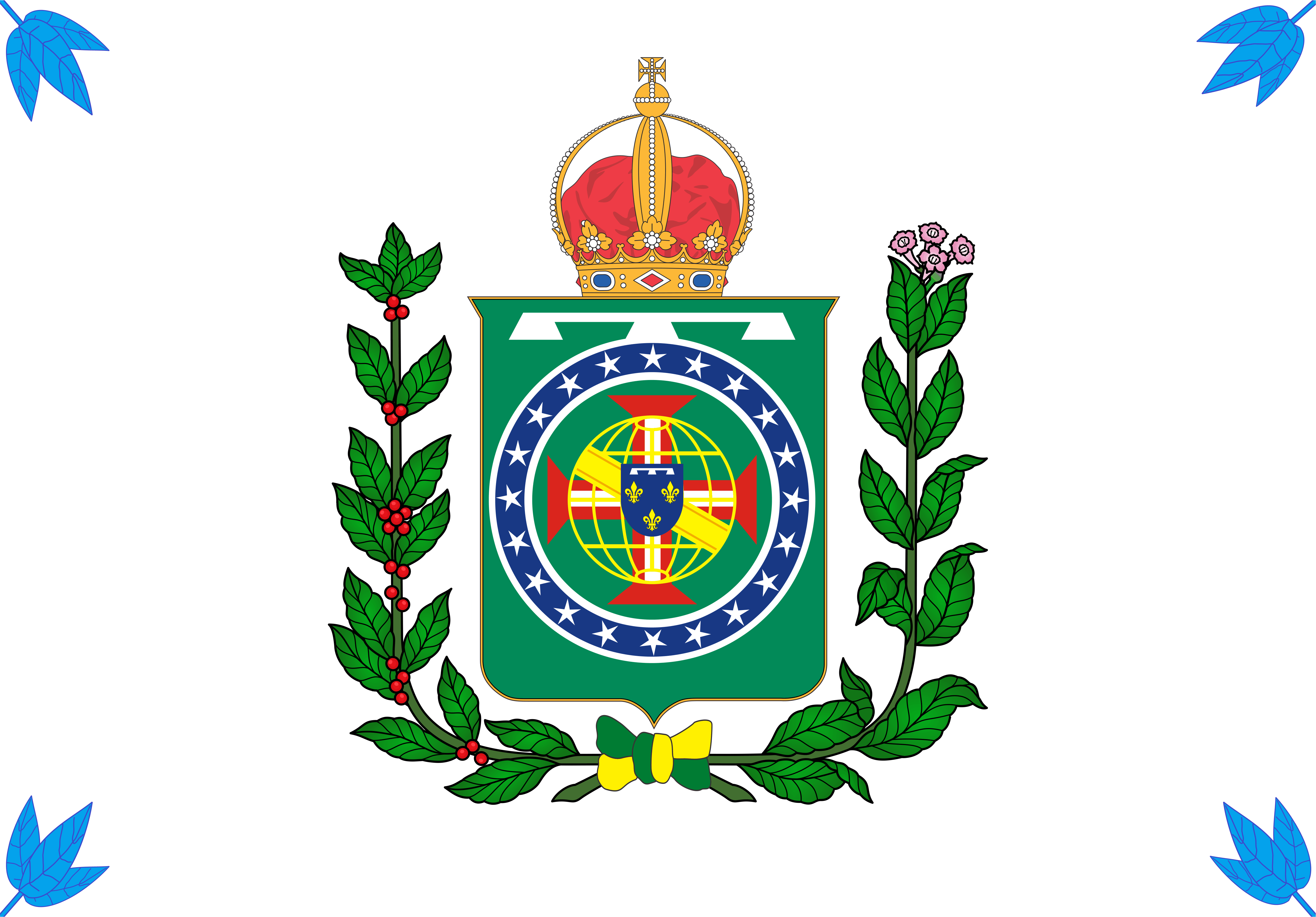
Estandarte da princesa Isabel após o casamento, em face disso, tem as armas do Conde d'Eu integrada ao centro.

## Palácios e edifícios governamentais
Alguns dos palácios brasileiros mais importantes foram construídos para a família imperial brasileira para uso privado ou governamental. Quando a república foi proclamada, em 1889, muitos deles foram incorporados ao patrimônio da União.

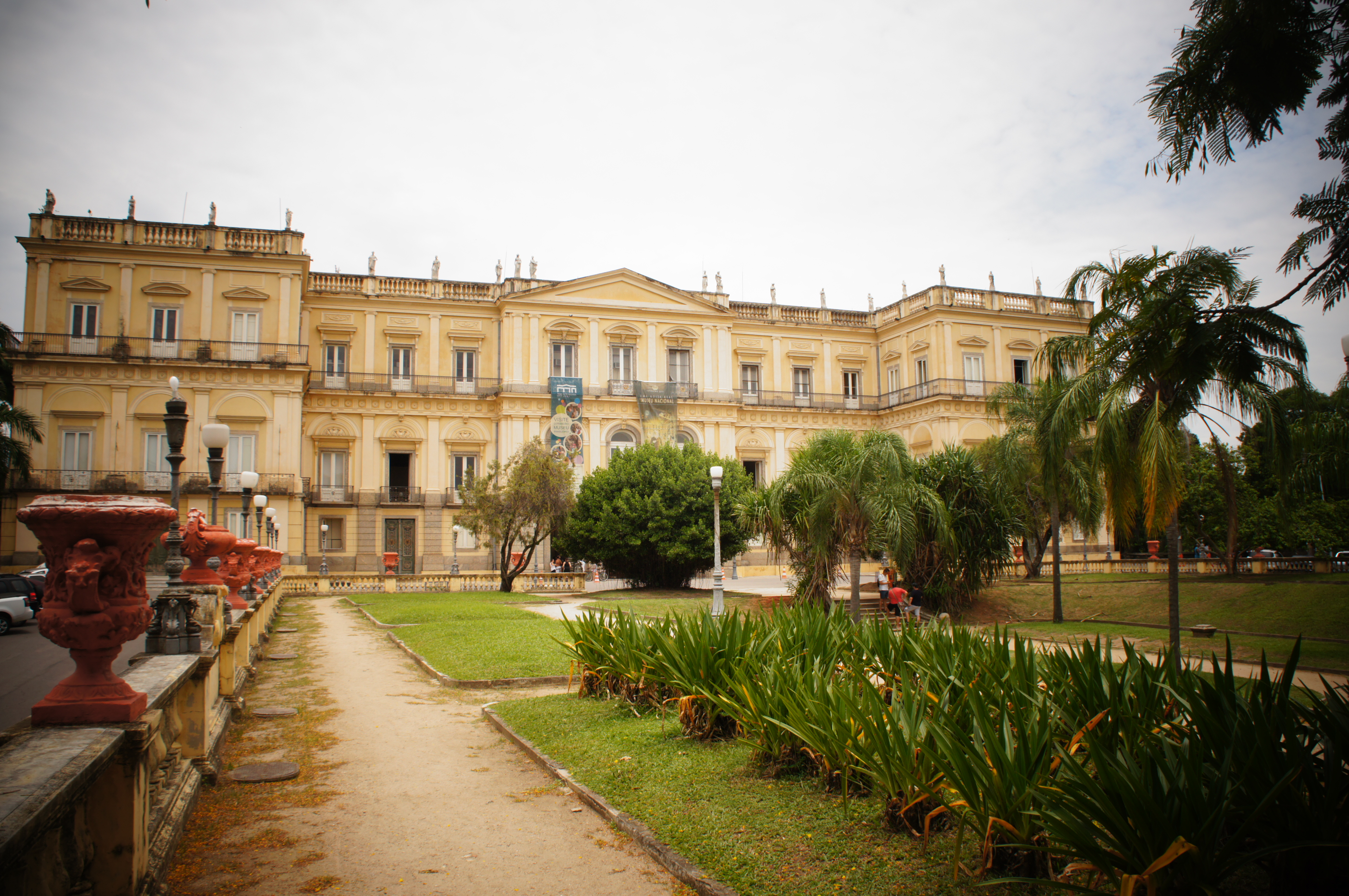
O Palácio de São Cristóvão, localizado na Quinta da Boa Vista, no Rio de Janeiro, foi a residência oficial dos Imperadores do Brasil. Pertencia a Coroa do Império do Brasil, atual União.
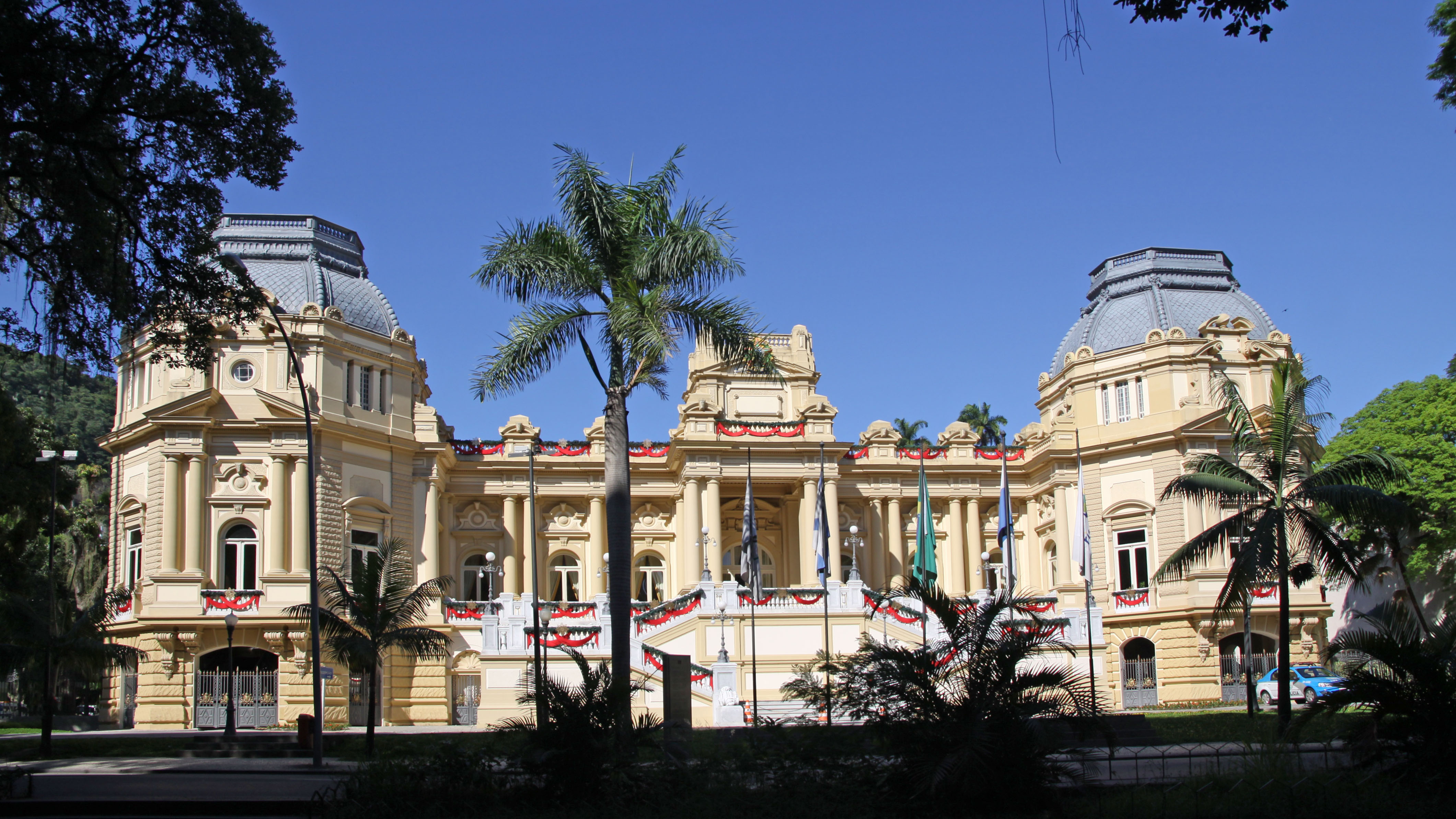
O Paço Isabel foi a residência particular da princesa Isabel e sua família no Rio de Janeiro. Foi incorporado ao patrimônio da União após 1889. Pertence hoje ao Governo do Estado do Rio de Janeiro
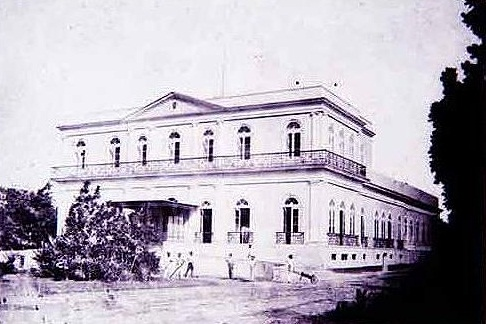
O Paço Leopoldina foi residência particular da princesa Leopoldina e sua família no Rio de Janeiro, demolido na década de 1930.
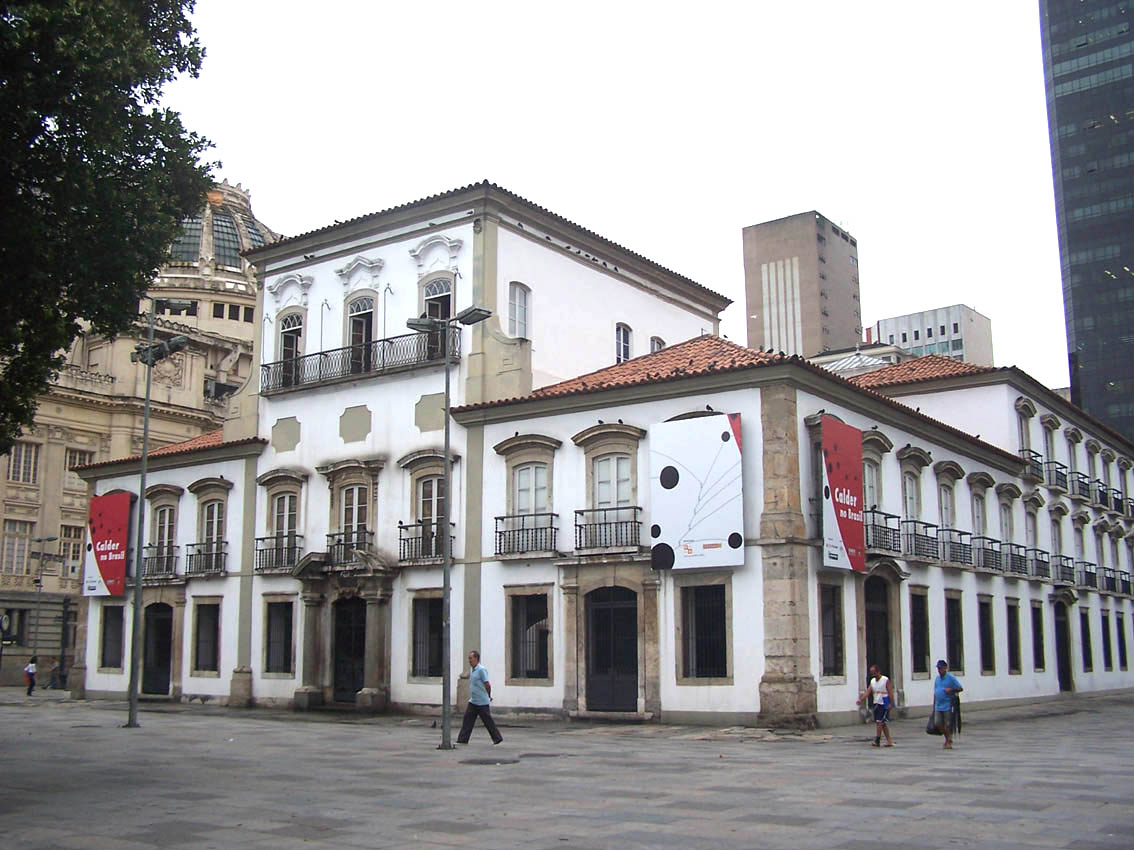
O Paço Imperial no Centro do Rio de Janeiro foi a sede do Gabinete do Império e o local de trabalho dos Imperadores. Pertencia a Coroa do Império, atual União.
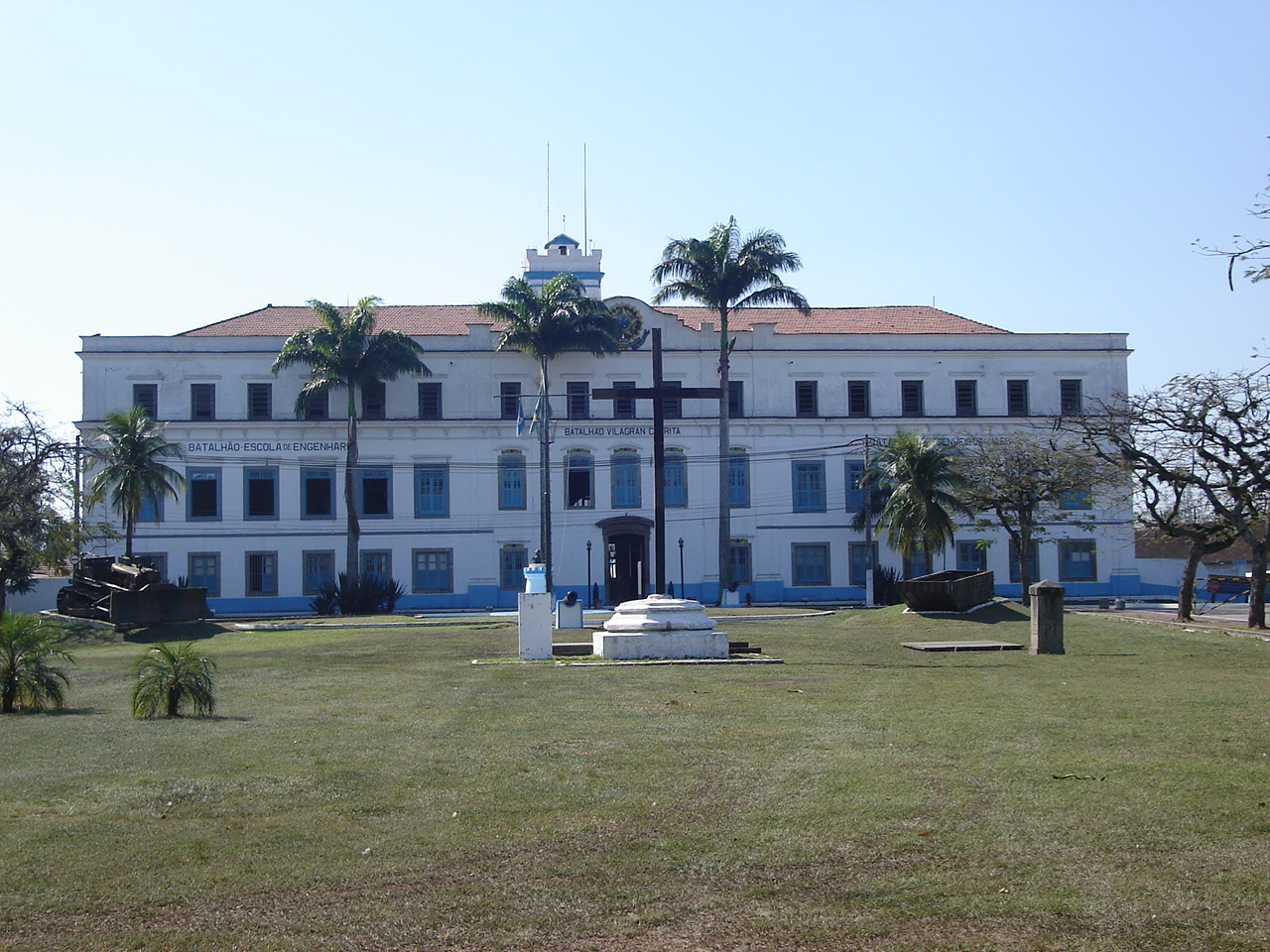
A Fazenda Imperial de Santa Cruz foi a residência de verão da Família Imperial no Rio de Janeiro. Pertencia a Coroa do Império[nota 1], atual União.
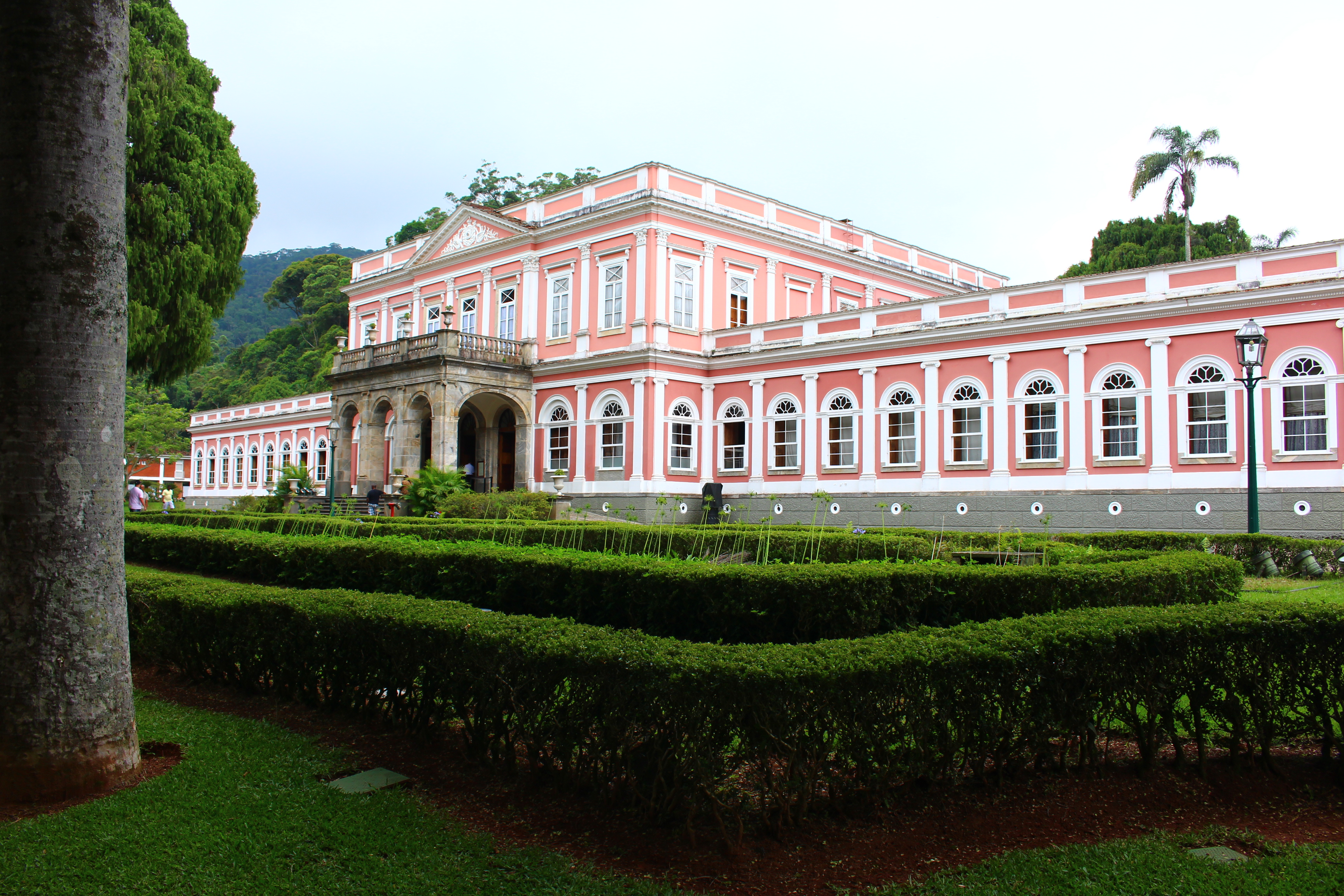
O Palácio Imperial de Petrópolis foi a residência de verão da Família Imperial em Petrópolis. Foi comprada como propriedade particular por Dom Pedro I e herdada por Dom Pedro II e depois pela Princesa Isabel, que o alugou para um educandario. Foi adquirido pela Congregação da Missão e funcionou como escola particular católica antes da União o adquirir e o transformar em museu.
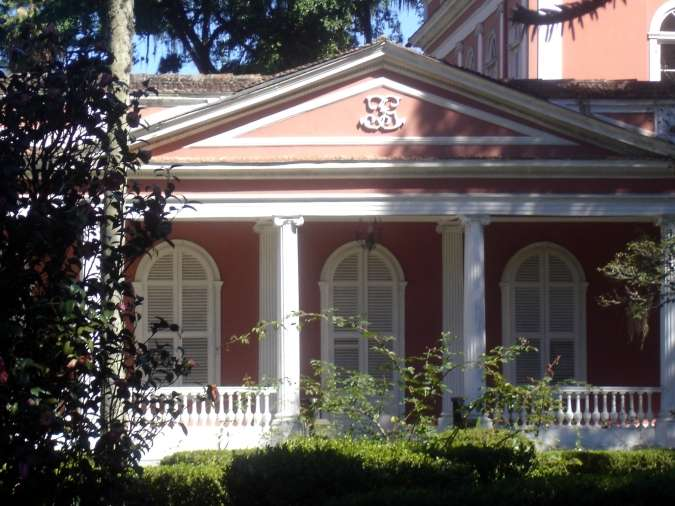
A Casa da Princesa Isabel foi a residência particular da princesa Isabel e sua família em Petrópolis. Pertence a Família Orléans e Bragança como bem particular
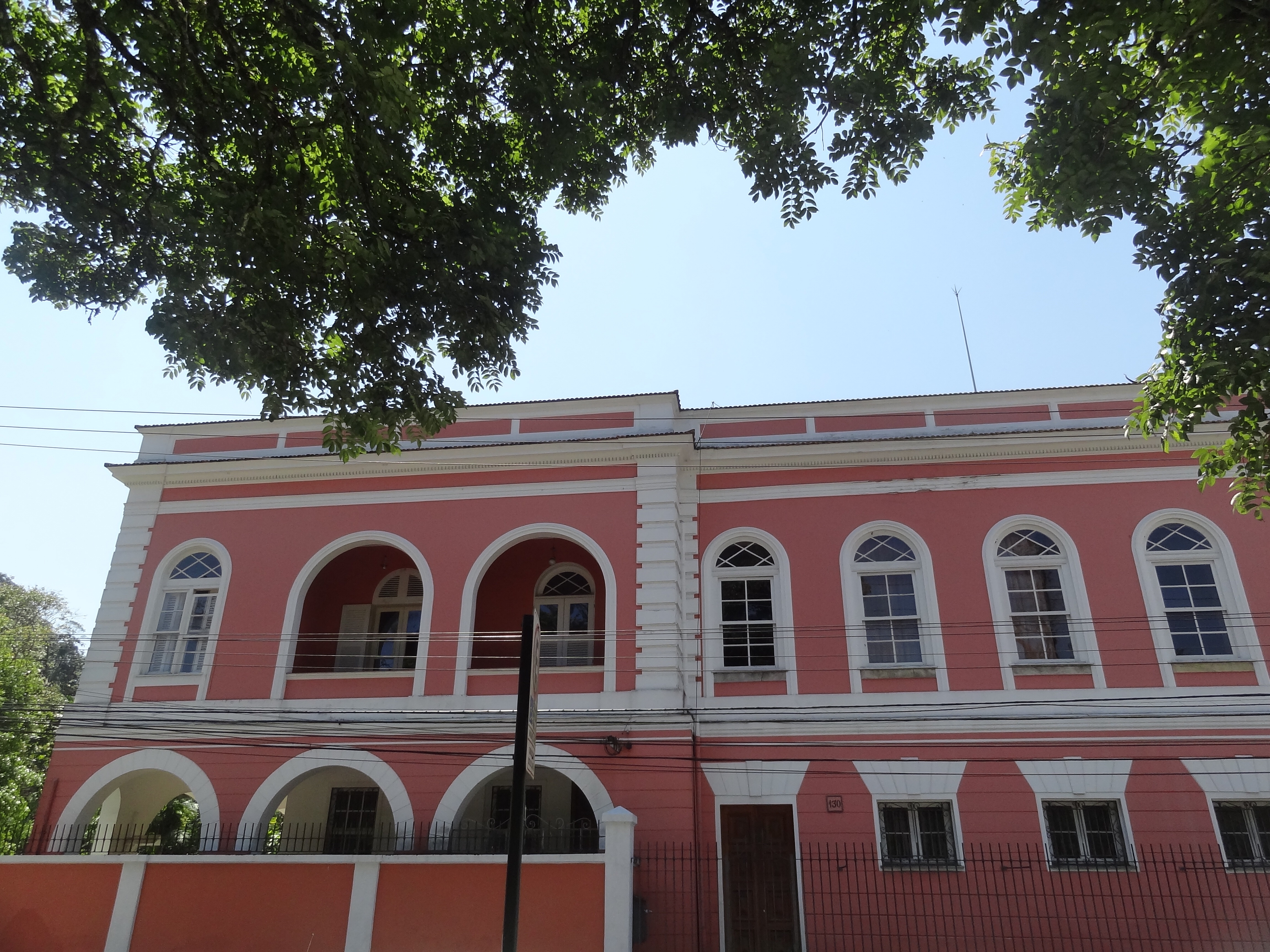
O Palácio do Grão-Pará, em Petrópolis, foi uma das propriedades particulares recuperadas pela Família Orléans e Bragança em 1925, e onde alguns descendentes ainda residem.